# Huceine ibne Ali
Huceine ibne Ali ibne Abi Talibe (em árabe: الحسين بن علي بن أبي طالب; romaniz.: al-Ḥusayn ibn ‘Alī ibn Abī Ṭālib; Medina, 8 de janeiro de 626 - Carbala, 10 de outubro de 680) (3º/4º Xabã 4 AH - 10 Moarrão 61 AH), mais conhecido apenas como Huceine, Hocém ou Hussene, foi filho de Ali (quarto califa ortodoxo do islã sunita, e primeiro imame do islamismo xiita) e Fátima (filha do profeta islâmico Maomé) e irmão mais novo de Haçane ibne Ali. Huceine é uma figura importante no islã, pois é membro da Ahl al-Bayt (a família de Maomé) e da Ahl al-Kisa, além de ser o terceiro imame xiita.
Huceine é altamente considerado pelos muçulmanos xiitas, pois se recusou a jurar lealdade a Iázide I, o califa Omíada, por considerar o governo dos Omíadas injusto. Como consequência, deixou Medina, sua cidade natal, e viajou a Meca. Lá, o povo de Cufa enviou-lhe cartas pedindo sua ajuda e comprometendo-se com sua lealdade. Então, ele viajou em direção a Cufa. Em Carbala sua caravana foi interceptada pelo exército de Iázide. Ele foi morto e decapitado na Batalha de Carbala em 680 (61 AH), por Xinre ibne Til Jauxã, junto com a maioria de sua família e companheiros. O memorial anual em sua homenagem, assim como à sua família, filhos e As'haab (acompanhantes), é chamado Ashura (décimo dia do mês de Moarrão) e é um dia de luto entre os muçulmanos xiitas.
A tragédia de Carbala teve um impacto duradouro na consciência religiosa dos muçulmanos, além de seu caráter sagrado entre os xiitas. A longo prazo, os assassinatos cruéis em Carbala tornaram-se símbolo da brutalidade dos Omíadas e alimentaram os movimentos xiitas posteriores.  A revolta contra a morte de Huceine transformou-se em um grito de guerra que ajudou a minar e, finalmente, derrubar o califado Omíada.

## Contexto histórico
Muhammad, o Mensageiro de Deus (Rasul Allah), lançou as bases de uma nova religião que foi retratada como o selo das grandes religiões reveladas da tradição abraâmica. Ele teve sucesso em fundar uma comunidade religiosa (umma) de considerável poder e prestígio. Foi durante basicamente uma única década, estendendo-se desde o tempo da emigração de Muhammad (hijra) de Meca para Medina, em setembro de 622 (marcando o início da era islâmica) até sua morte, após uma breve doença, em 11/632, que a maioria das tribos beduínas que viviam no deserto da Península Arábica juraram lealdade ao Profeta.   A morte do Profeta Muhammad, no entanto, confrontou a comunidade islâmica nascente com sua primeira grande crise.   O sucessor de Muhammad não poderia ser outro profeta ou nabi, pois já havia sido tornado conhecido por revelação divina que Muhammad era o "selo dos profetas" (khatam alanbiyaʾ). Além de entregar e interpretar a mensagem do Islã, o Profeta Muhammad também atuou como líder da comunidade islâmica. Um sucessor era, portanto, necessário para garantir a unidade contínua da comunidade islâmica.  De acordo com a visão sunita, o Profeta não havia deixado nenhuma instrução formal nem um testamento sobre sua sucessão.  Em meio a muito debate subsequente, Abu Bakr, um dos primeiros convertidos ao Islã e um companheiro de confiança do Profeta, foi eleito por um grupo de notáveis muçulmanos como sucessor.   Abu Bakr assumiu o título de khalifat rasul Allah ou ‘sucessor do Mensageiro de Deus’, um título que logo foi simplificado para khalifa (daí a palavra ‘califa’ nas línguas ocidentais). Ao eleger o primeiro sucessor do Profeta, os muçulmanos também fundaram a distinta instituição islâmica do califado (khilafa).  Os primeiros muçulmanos não reconheciam nenhuma distinção entre religião e Estado, ou entre autoridades religiosas e seculares, distinções tão familiares aos ocidentais modernos.  Abu Bakr (r. 11–13/632–634) e seus dois sucessores seguintes, ʿUmar (r. 13–23/634–644) e ʿUthman (r. 23–35/644–656), pertencentes à influente tribo de Meca dos Quraysh, estavam entre os primeiros convertidos ao islamismo e companheiros do Profeta (sahaba).   No entanto, apenas o quarto califa, Ali b. Abi Talib (r. 35–40/656–661), que ocupa uma posição única nos anais do islamismo xiita, pertencia ao próprio clã do Profeta, Banu Hashim, dentro dos Quraysh. ʿAli também era muito próximo do Profeta, sendo seu primo e genro, ligado em matrimônio à filha do Profeta, Fátima. Esses quatro primeiros califas são geralmente conhecidos como al-khulafaʾ Al-rashidun ou os ‘Califas Corretamente Guiados’.  
Enquanto isso, imediatamente após a morte do Profeta, apareceu abertamente em Medina um pequeno grupo acreditando que ʿAli era mais qualificado do que qualquer outro muçulmano, incluindo Abu Bakr, para suceder o Profeta. Esse grupo minoritário, originalmente composto por alguns amigos e apoiadores de ʿAli, expandiu-se com o tempo e no breve califado de ʿAli tornou-se geralmente designado como o shiʿat ʿAli, ou o 'Partido de ʿAli', e então simplesmente como o Shiʿa.  Como observado, ʿAli eventualmente sucedeu à liderança dos muçulmanos como o quarto califa, em vez de cumprir a aspiração do Shiʿa de que ele se tornasse o sucessor imediato do Profeta. O próprio ʿAli estava firmemente convencido da legitimidade de sua própria reivindicação à sucessão de Muhammad.  
Foi na época de 'Uthman que um movimento popular apareceu pela primeira vez em Cufa em favor de Ali, pedindo a remoção de 'Uthman. Malik al-Ashtar tornou-se o líder do movimento e, embora ele e os Cufanos não tenham desempenhado nenhum papel no cerco ao palácio do califa realizado pelos egípcios, desempenhou um papel importante em garantir a sucessão de 'Ali.  'Uthman foi assassinado durante a insurreição em Medina e em meio a esse caos, Ali foi eleito o quarto califa no ano 35/656.  
Ele imediatamente teve que enfrentar uma rebelião de dois companheiros do Profeta, Talha e al-Zubayr, que foram acompanhados por 'Aixa, uma viúva do Profeta e filha de Abu Bakr. Os três foram derrotados por 'Ali na Batalha do Camelo com a ajuda particular de Malik al-Ashtar, que conseguiu despertar o apoio dos Kufanos.  Mas 'Ali também encontrou grande oposição de Mu'awiya, um parente de 'Uthman e governador da Síria. Isso levou à prolongada e inconclusiva Batalha de Siffin em 36/657, bem como à secessão dos Khawarij (Kharijiyya), ou 'separatistas' do exército de Ali. 
Em 40/661, quando Ali foi assassinado por um Khariji, Ibn Muljam , seu filho al-Hasan foi eleito califa. No entanto, al-Hasan cedeu o califado a Mu'awiya, que conseguiu subornar seus comandantes e estava ameaçando atacar. Mu'awiya então fundou a dinastia Omíada (41/661-132/750).  Tendo adquirido o governo único sobre o mundo islâmico, Mu'awiya continuou subornando, trapaceando, extorquindo, intimidando e assassinando com sucesso durante seu reinado para consolidar seu controle sobre dinheiro e poder, e garantir a sucessão de seu filho pouco atraente.  A maldição pública regular de Ali nas orações congregacionais permaneceu, portanto, uma instituição vital, que não foi abolida até sessenta anos depois. 
A nomeação de seu filho por Muawiya como herdeiro aparente parece ter sido impopular em princípio, uma vez que se afastou das tradições de aclamação e eleição.  A transferência hereditária do califado para Yazid tornou-se a base para o surgimento da segunda guerra civil dentro da Ummah Islâmica, que começou em 60 AH/680 DC com a revolta de Hussein bin Ali. Depois disso, várias pessoas lutaram para obter o governo, entre elas Abdullah Bin Zubair conseguiu trazer terras mais amplas sob seu domínio por um período de tempo mais longo. Finalmente, Abd al-Malik bin Marwan, em 73 AH/692 d.C., ao derrotar e matar Abdullah bin Zubair, restaurou e estabilizou o governo Omíada em todo o território islâmico. 

## Linhagem
Seu pai é Ali ibn Abi Ṭalib (n. ca. 600, m. 40/661), primo e genro do profeta Mohammad, primeiro imã xiita e quarto califa (35-40/656-61).   Quando o pai de Ali, Abu Talib, chefe do clã Banū Hashem, empobreceu, Ali foi adotado por Mohammad, que havia sido cuidado por Abu Talib quando criança. Quando Mohammad foi chamado por Deus para ser um profeta, Ali, embora tivesse apenas dez anos, tornou-se um de seus primeiros seguidores. Em al-Sīrat al-nabawīya, Ibn Hisham afirma que Ali foi o primeiro homem a aceitar o islamismo. 
Sua mãe é Fatima al-Zahra, filha de Muhammad b. ʿAbd Allāh, o Profeta do Islã, com sua primeira esposa, Khadija bint Khuwaylid.  Embora Fatima não tenha tido uma vida longa, poucas pessoas tiveram um impacto tão profundo no pensamento islâmico. Isso se reflete em seu título, ‘sayyidat nisāʾ ahl al-janna’ (‘a amante das mulheres do Paraíso’), que tanto os muçulmanos xiitas quanto os sunitas acreditam ter sido conferido a ela por seu pai.  Poucos meses após migrar para Medina, o Profeta casou sua filha Fatimah com Ali e de seu casamento nasceram al-Hasan e al-Husain. Durante a vida de Fatima, Ali não tomou outra esposa.  De acordo com Wilfred Madelung, a família formada por esse casamento foi repetidamente elogiada por Muhammad. Muhammad mencionou essa família como Ahl al-Bayt em eventos como o incidente de Mubahala e o hadith de Al Abba. No Alcorão, Ahl al-Bayt é mencionada em muitos casos, como o versículo da purificação. 
Um dos principais aspectos da biografia de Fátima e sua persona sagrada é seu papel como mãe de al-Ḥasan e al-Ḥusayn. O aspecto mais importante do status de Fátima com relação ao nascimento de al-Ḥasan e al-Ḥusayn é que ele representa a primeira manifestação do elo entre a profecia e o imamato, como exemplificado pela própria pessoa de Fátima, que às vezes recebe o título de "a confluência das duas luzes". Nos comentários xiitas sobre o Alcorão, o nascimento de seus filhos é considerado o cumprimento da imagem da "boa árvore" (al-shajara al-ṭayyiba) em Q 14:24–25. De acordo com esses comentários, o tronco desta árvore frutífera é o Profeta, seu galho é Ali e seus galhos são Fátima. 

## Nome e títulos
O Profeta nomeou a criança ‘Husayn’ assim como ele havia nomeado seu irmão, ‘Hasan’. Os historiadores afirmam que os árabes não estavam cientes desses nomes durante o período de ignorância até que o Profeta nomeou seus netos assim. Em vez disso, o Santo Profeta deu a eles esses nomes com base na revelação divina.  No livro Tarikh al-Khamees, foi mencionado: “Aquele a quem foi confiada a revelação, Gabriel, desceu até o Profeta e disse a ele: ‘Estou recitando para você as palavras do seu Senhor. Ele diz a você: Ali está na mesma posição com relação a você que Aaron (Harun) estava para Moisés (Musa), exceto que não há profeta depois de você.’ Portanto, nomeie este (neto) seu filho pelo nome de filho de Harun.’ Então, o Profeta disse: ‘Qual era o nome do filho de Harun, ó Gabriel? ‘Shubar’, respondeu Gabriel. ‘Certamente, minha língua é árabe’, retrucou o Profeta. ‘Chame-o de Husayn’, explicou Gabriel. Consequentemente, o Profeta fez isso.’”)  A palavra Hossein é o diminutivo do nome Hasan e, na forma de um adjetivo, significa bom, que é mencionado nas narrações do Profeta.  Nas notas proféticas, o uso da forma do Deuteronômio Hasanin é famoso. Esses dois nomes gêmeos são ainda mais do que um significado literal, decorrentes da homogeneidade e proximidade da personalidade de seus donos; Essa proximidade, de outra forma, que se refere à extensão de seu relacionamento e status com seu avô, Muhammad, é chamada de Sabtain. Enquanto isso, seu nome como o senhor da juventude do céu também é famoso. 
O apelido do Imam Hussain é mencionado em todas as fontes de Abu Abd Allah e nas fontes, ele é mencionado como Abu Abd Allah Al Hussain, mas Al-Khasibi considerou seu apelido como Abu Ali.   Muitos títulos foram atribuídos ao Imam Hossein, muitos dos quais são compartilhados com os títulos de seu irmão, Imam Hassan. Falando em apelidos, deve-se dizer que a personalidade especial do Imam Hossein tornou possível que muitos apelidos fossem usados para ele, focando em suas qualidades pessoais e sociais. Entre os títulos especiais de Imam, Zaki (O que é puro e bom, Tayyeb (puro), Wafi (Fiel), Seyyed, Mubarak, Nafee, Al-Dalil Ala Zaat Allah) a prova de Deus, Rashid e Al-Tabe Lamerzata Allah (Subordinado ao prazer de Deus).  Ibn Talha Shafi'i considerou o título de Zaki mais famoso do que outros títulos e o título de Seyyed Shabab Ahl al-Jannah é o mais importante. Em alguns dos hadiths dos imãs xiitas, o Imam Hussain é chamado de mártir ou Seyyed al-Shohada. Em alguns textos literários e históricos pertencentes ao século IV em diante, o título de Comandante dos Fiéis também é mencionado para o Imam Hussein, o que é digno de atenção, considerando que ele nunca teve um califado aparente. O martírio desse imã na área de Karbala até criou o apelido especial de Mártir de Karbala. Em muitos exemplos nos períodos anteriores e posteriores, o uso absoluto dessa combinação adicional é claramente declarado pelo Imam. 

## Início da vida

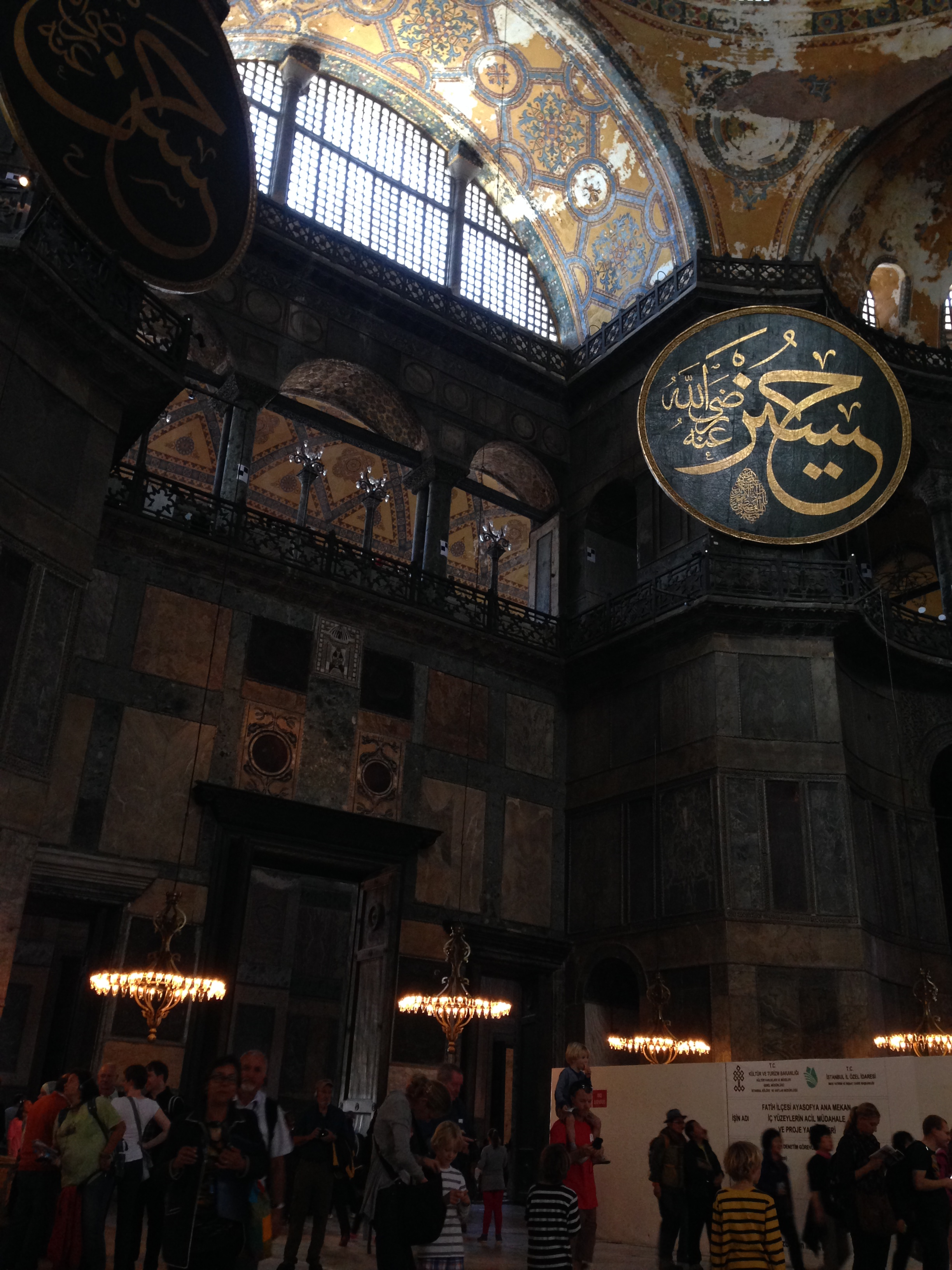
Representação caligráfica de Huceine ibne Ali em Santa Sofia, Istambul, Turquia

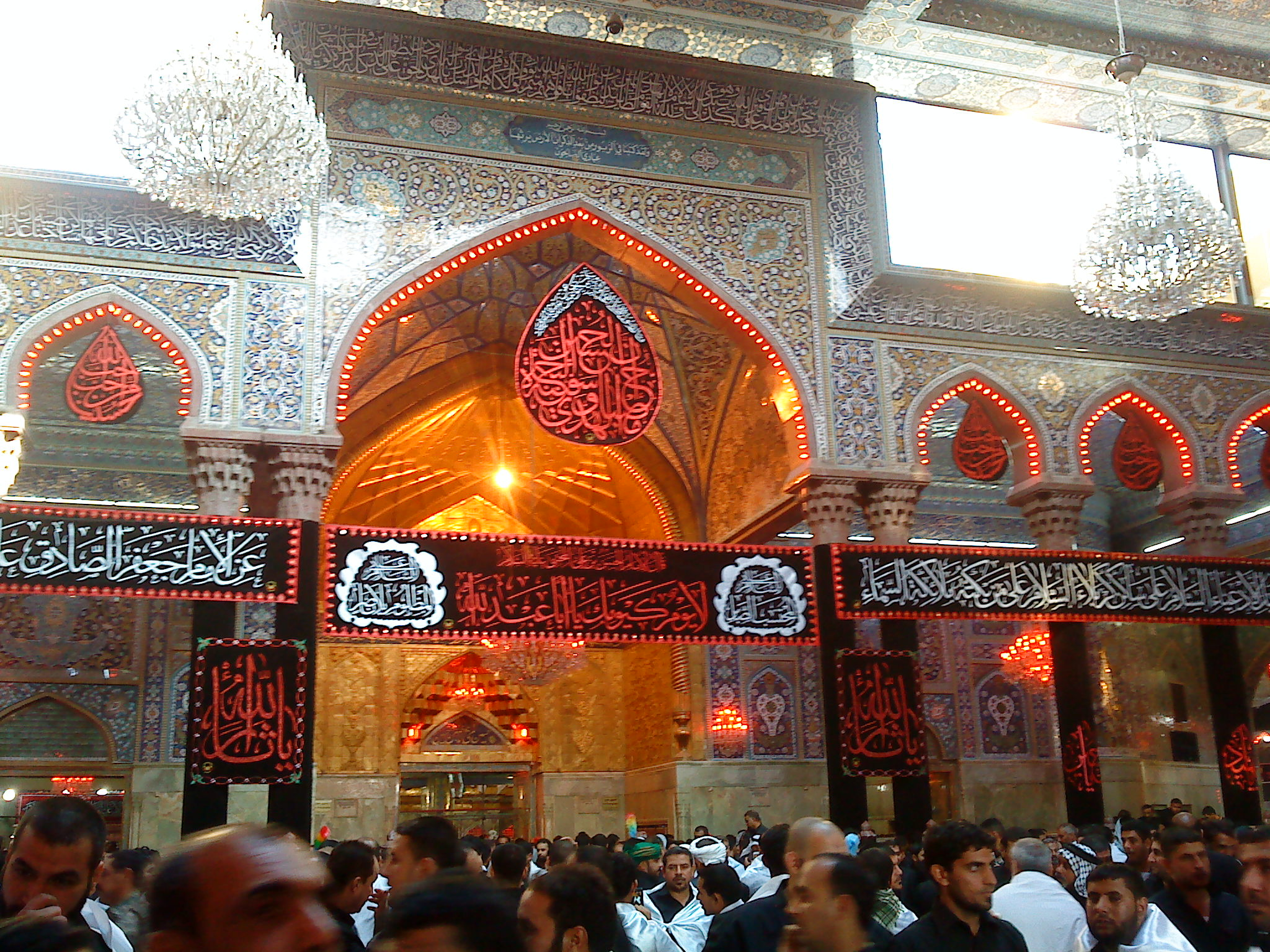
Portão de entrada do templo de Huceine em Carbala no Iraque

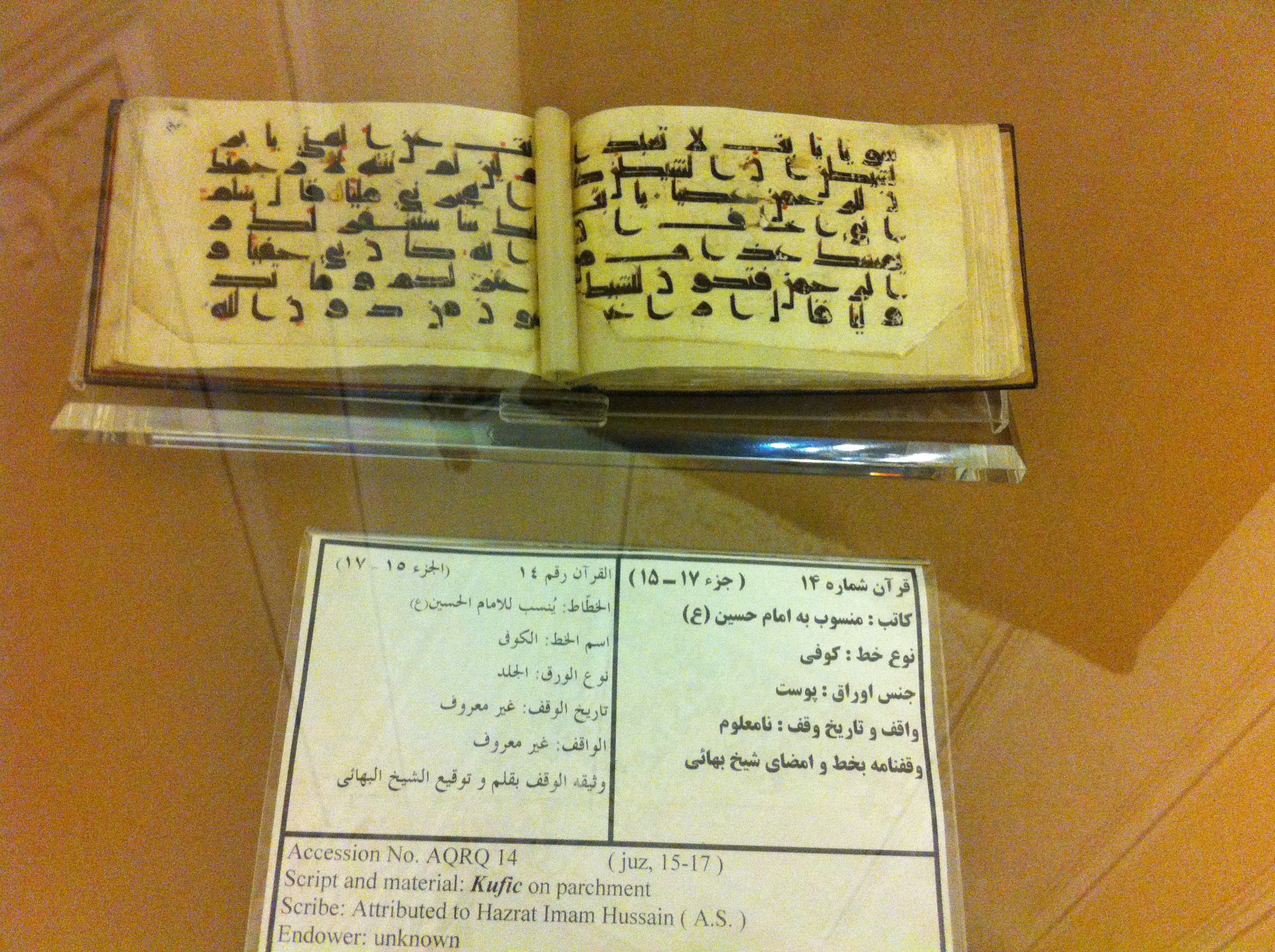
A Alcorão escrito por Huceine ibne Ali há mais de 1300 anos

Al-Ḥusayn nasceu e foi criado em Medina, na casa de Ali ibne Abi Talibe (falecido em 40/660) e Fátima.  Segundo a maioria dos relatos, Huceine nasceu em 10 de janeiro 626 CE (05/03 de Xabã de 4 AH). Huceine e seu irmão Haçane foram os últimos descendentes de Maomé de estar durante a sua vida e permanecendo após sua morte. Há muitos relatos de seu amor por eles, que se referem a eles juntos.
O Mensageiro de Allah realizou pessoalmente as cerimônias religiosas do recém-nascido e realizou os rituais. O Mensageiro de Allah pegou a criança abençoada em seus braços e em sua orelha direita recitou o Azan e em sua orelha esquerda recitou o Iqamah. E é mencionado em narrações que: "Este ritual protege o recém-nascido do maldito Shaitan."  Sete dias após o nascimento do neto do Profeta, Sua Eminência emitiu instruções para que uma ovelha fosse sacrificada em Aqiqa para ele e sua carne fosse distribuída aos pobres e também ordenou que uma perna de carneiro fosse dada à parteira e este ritual se tornou um ato recomendado pela fé islâmica.  Da mesma forma, o Profeta ordenou que a cabeça de seu neto recém-nascido fosse raspada e, na proporção do cabelo raspado, o peso equivalente de prata fosse distribuído entre os pobres. 
Maomé é relatado para ter dito que quem ama o amou e quem odeia tem o odiava. A narração famosa declara-lhes o "Mestres da Juventude do Paraíso"; este tem sido particularmente importante para os xiitas, que tê-lo usado em apoio ao direito dos descendentes de Maomé para sucedê-lo. Outras tradições gravar Maomé com seus netos nos joelhos, nos ombros, e até mesmo nas costas durante a oração no momento de se prostrar, quando eles eram jovens.
Although he was only six years old at the time of Muhammad’s death, al-Ḥusayn and his brother are often depicted as objects of the Prophet’s love.  In several instances, Muhammad demonstrates foreknowledge of al-Ḥusayn’s death at Karbala. For example, he gives Umm Salama (d. 60/680) a small bottle containing dirt and informs her that it will become red and moist after al-Ḥusayn’s killing. (These traditions appear in both Shiʿa and non-Shiʿa sources: al-Yaʿqūbī, 2:159; Ahmad b. Ibrāhīm, 354; al-Mufīd, 250–1; Sibṭ Ibn al-Jawzī, 5:268–9.) 
De acordo com Wilferd Madelung, Maomé amava e declarou-os como seu Ahl al-Bayt com muita freqüência. Segundo a crença popular, sunita, refere-se à casa de Maomé. A visão xiita popular é os membros da família de Maomé que estavam presentes no incidente de Mubaala. De acordo com Maomé Baqir Majlisi que compilou Bihar al-Anwar, uma coleção de hádices, capítulo 46 versículo 15 (Al-Ahqaf) e capítulo 89 Versículos 27-30 (Al-Fajr) do Alcorão são referentes Huceine ibne Ali.

### Incidente de Mubaala
Uma coleção de hádices diz que durante o 9º-10º ano após Hégira um árabe cristão enviado de Najrã (atualmente no norte do Iêmem e em parte na Arábia Saudita) veio a Maomé para discutir qual dos dois partidos errou na sua doutrina sobre Jesus (Isa (profeta)|Isa).
Após comparando nascimento milagroso de Jesus com a criação Adão (Quenan), — que nasceu para sem uma mãe, sem o pai — Maomé chamou para Mubaala (a maldição do partido inferior), onde cada uma das partes deve pedir a Deus para destruir o falso partido e suas famílias. Maomé, para provar-se a eles como um profeta, trouxe sua filha Fátima, o filho da lei Ali, e os seus dois netos, Haçane e Huceine, e voltou para os cristãos e lhes disse: "Esta é o minha família, o (Ahl al-Bayt)" e ela e sua família coberta com um manto.
De acordo com esta história, os cristãos concordaram com um tratado de paz e Maomé disse que não voltaria ao local.

## Plano de Fundo
Em 639, Moáuia I foi apontado como o governador da Síria após o governador anterior Abu Ubaidá ibne Aljarrá morrer de uma praga junto com 25 000 outras pessoas.
O Alcorão e Maomé falou sobre igualdade racial e justiça, em O Sermão da Despedida. AS diferenças tribais e nacionalistas foram desencorajados. Mas após a morte de Maomé, as velhas diferenças tribais entre os árabes começaram a ressurgir. Após as guerras romano-persas e as guerras bizantino-sassânidas, raízes profundas da diferenças entre o Iraque, anteriormente sob o império persa sassânida, e da Síria, anteriormente sob a império bizantino, também existia. Cada um queria a capital do estado islâmico recentemente estabelecido para a sua área. Anteriormente, o segundo califa Omar era muito firme e seus espiões mantido um olho sobre os governadores. Se ele sentiu que um governador ou o comandante estava tornando-se atraído por riqueza, ele era removido de sua posição.
Em 656, o terceiro califa Otomão foi morto por alguns egípcios e Ali foi abordado pelas pessoas e foi feito o quarto califa. Ali, em seguida, mudou a capital para Cufa, no Iraque. Moáuia I o governador da Síria, um parente de Otomão queria que os assassinos fossem presos. Moáuia herdou do antigo exército sírio romano. As linhas de falhas entre o Iraque, anteriormente sob o império persa sassânida, e da Síria, anteriormente sob a império bizantino, existe há centenas de anos, e as guerras romano-persas e as guerras bizantino-sassânidas tinha executado por centenas de anos. Após a derrota dos bizantinos e os sassânidas, os sistemas fiscais, alguns dos exércitos, as linhas de falhas e os problemas foram herdados pelos muçulmanos.
Ali foi assassinado por carijitas em 661. Seis meses depois, em 661, no interesse da paz, Haçane ibne Ali, conhecido por sua sabedoria e como um pacificador, o quinto califa ortodoxo para os sunitas e o segundo imame para os xiitas e neto de Maomé, fez um tratado de paz com Moáuia I. No tratado Haçane-Moáuia, Haçane ibne Ali entregou o poder ao Moáuia com a condição de que ele seja justo com as pessoas e mantê-las seguras e protegidas e que ele não estabelecer uma dinastia. Haçane e Huceine, em seguida, mudou-se para Medina. Em seguida, Moáuia quebrou as condições do contrato e começou a dinastia Omíada, com sua capital em Damasco. Isto trouxe ao fim a era do califas bem orientados para os sunitas e Haçane ibne Ali também foi o último imame para os xiitas para ser um califa. Em seu leito de morte Moáuia indicou seu filho Iázide I para sucedê-lo. Iázide I era opressivo, e Huceine sentia que era seu dever confrontá-lo.
O estado que Maomé estabeleceu foi de acordo com a jurisprudência econômica islâmica. Como o estado expandido, os direitos das diferentes comunidades, uma vez que existia na constituição de Medina ainda aplicada. A constituição de Medina instituiu uma série de direitos e responsabilidades para os muçulmanos, judeus, cristãos e as comunidades pagãs de Medina, trazendo-os dentro da tampa de uma comunidade — a Ummah. A Constituição estabeleceu: a segurança da comunidade, a liberdade religiosa, o papel de Medina como um lugar sagrado (com exceção de toda a violência e as armas), a segurança das mulheres, as relações tribais estáveis dentro Medina, um sistema fiscal para apoiar a comunidade em tempo de conflito, os parâmetros para alianças políticas exógenas, um sistema de concessão de proteção das pessoas singulares, e de um sistema judicial para a resolução de litígios em que os não-muçulmanos também poderiam usar as suas próprias leis. Todas as tribos assinaram o acordo para defender Medina de todas as ameaças externas e de viver em harmonia entre si. Os mesmos direitos foram posteriormente aplicados a todas as comunidades como o estado expandido fora de Medina. O Alcorão também deu direitos aos cidadãos do estado e esses direitos também foram aplicados. No passado Ali, Haçane e Huceine tinha dado fidelidade aos três primeiros califas quando eles respeitaram estas condições. Mas Iázide I era opressivo e Huceine sentia que era seu dever religioso para confrontá-lo e enviar uma mensagem para as gerações futuras que governante opressivo que tirar os direitos das pessoas não deve ser dada a fidelidade.
Sai de Bucara Volume 6, Livro 60, Número 352: Narrado por Iúçufe ibne Maaque.
"Maruane tinha sido apontado como o governador de Medina por Moáuia. Ele fez um sermão e mencionou Iázide ibne Moáuia de modo que as pessoas possam fazer o juramento de lealdade a ele como o sucessor de seu pai (Moáuia). Em seguida, Abderramão ibne Abacar disse-lhe algo sobre o qual Maruane ordenou que ele fosse preso. Mas Abderramão entrou na casa de Aixa e eles não poderiam prendê-lo. Maruane disse: "É ele (Abderramão) sobre quem Deus revelou este Verso: "E aquele que diz aos seus pais: 'Que vergonha para você! Você manter a promessa para mim..?'"Sobre isso", disse Aixa atrás de uma tela, "Alá não revelar nada do Alcorão sobre nós, exceto o que estava relacionado com a declaração da minha inocência (da calúnia)."

Alguns dos conhecidos de Huceine em Meca — Abedalá ibne Zobair o neto do primeiro califa Abacar, Abedalá ibne Omar o filho do segundo califa Omar, e Abedalá ibne Alabás — aconselhou Huceine bin Ali para fazer Meca sua base e luta contra a Iázide I em Meca. Huceine tinha um monte de apoio em Meca e Medina e eles aconselharam a não ir para Cufa, no Iraque.

## Huceine e o califado

### Período de Califado de Abu Bakr, Umar e Uthman
Ibn Saad (Vol. 6, p. 399) mencionou o Imam Hussein como um da última classe (quinta classe) dos companheiros do Mensageiro de Deus - que eram jovens na época de sua morte e não o acompanharam em nenhuma guerra. Quase sete anos se passaram da vida do Imam durante a vida do Profeta. 
De acordo com um relato, quando criança, o Imam Hussein se opôs ao segundo califa, que estava sentado no púlpito do Profeta, e o califa deixou seu sermão no meio do caminho e desceu do púlpito.   Um dia, algumas roupas coloridas tecidas do Iêmen foram recebidas por ele e ele as distribuiu, mas esqueceu de dar algumas delas a Hasan e Husayn. Mais tarde, ele escreveu ao seu agente no Iêmen para enviar duas roupas para ele e ele as enviou, e ele vestiu Hasan e Husayn com elas.  Umar fixou suas mesadas iguais às de seu pai e que era o mesmo que os lutadores da Batalha de Badr, ou seja, 5000 Dirhams.    Em algumas fontes históricas, a presença de Hossein com seu irmão na conquista do Tabaristão no ano 29 AH é mencionada.  mas de acordo com al-Qurashi, historiador xiita, exceto pelos incidentes narrados acima, nenhum outro evento ou incidente envolvendo o Imam Husayn durante o Califado de Umar chegou até nós. Isso ocorreu por causa do isolamento e distanciamento de Sua Eminência, Imam Ali e seus filhos de assuntos relacionados ao governo e eles deram preferência para permanecerem distantes do povo e não escolheram participar de nenhum de seus assuntos. 
Na época de Uthman, depois que ele ordenou a Marwan, governador de Madena, que Abu Zār fosse imediatamente levado para Rabadha e acrescentou que eles deveriam ser levados de forma humilhante. Os muçulmanos foram proibidos de ir atrás dele ou de se despedir dele. No entanto, alguns não aceitaram. Assim, Ali, Hasan e Husayn, Aqil e Abdullah Ibn Ja'far se apresentaram para se despedir de Abu Zār.   Durante o cerco à casa de Uthman por manifestantes em Medina em 35/656, Ali nomeou seus filhos Hasan e Husayn para ficarem na casa de 'Uthman e protegê-lo da multidão furiosa. Eles foram, no entanto, empurrados e afastados pela multidão, e o califa foi morto. Ao ouvir a notícia, Ali foi o primeiro a chegar ao local e ficou tão furioso com o que havia acontecido que deu um tapa no rosto de Husayn e bateu em Hasan por não ter salvado a vida do califa. 

### Período de califado de Ali bin Abi Talib e Hassan bin Ali
Durante sua juventude, Husayn viveu na sombra de seu pai, obedecendo suas ordens e participando de suas campanhas. (vaci valgri) na batalha de Jamal, alguns historiadores dizem que o Imam Husayn estava liderando um batalhão e estava na ala esquerda. Ele participou da batalha com firmeza e determinação.  antes da batalha de Siffin, o Imam Husayn fez grandes sermões de despertar. Após louvor e glorificação de Allah, ele disse o seguinte:
“Ó povo! Vocês são os companheiros escolhidos e selecionados para acabar com o que foi criado entre vocês e fazer esforços para aliviar o que foi dificultado para vocês. Mas vocês devem saber que a batalha é uma travessura aberta e uma coisa amarga. Portanto, quem estiver pronto para isso deve preparar a provisão necessária. E ele não deve temer por seus ferimentos antes que sejam infligidos a ele. Saiba disso! Ele será seu amigo e quem quer que se mova em direção a ele antes do seu tempo e antes de sua nomeação da maneira e perseguição, então ele estará o mais próximo que o povo não ganhará nada dele e ele teria se jogado fora para a perdição. Imploramos ao Todo-Poderoso que Ele possa dar-lhe poder com Sua ajuda.” 
O Imam Amirul Momineen impediu os dois netos do Mensageiro de Allah de tomarem parte ativa na batalha. Sua Eminência disse: “Proteja esses dois jovens (ou seja, Hasan e Husayn), em meu lugar. Para que, como resultado de sua matança, a Progênie do Mensageiro de Allah não seja eliminada.” O Imam estava fazendo grandes esforços para manter os dois amados do Mensageiro de Allah seguros porque eles eram os meios de continuação e sobrevivência das gerações de Sua Eminência.  Além disso, o Imam Ali nomeou o Imam Hussain depois do Imam Hassan como o administrador de sua caridade.  Durante o califado de Ali, os irmãos Hasan, Hoseyn, Mohammad b. Hanafiyya e seu primo Abdallah b. Jafar aparecem como seus assistentes mais próximos dentro de sua casa. Hoseyn foi incluído nas maldições públicas de Ali e seus principais apoiadores que foram ordenadas por Mu'awiya.  Enquanto ele se preparava para uma luta final contra a Síria, um fanático Kharijite, Abd arRahman b. al-Muljam, o atingiu com uma espada envenenada na mesquita de Kufa. O quarto califa morreu em 21 de Ramadã 40/25 de janeiro de 661.  Os historiadores dizem: O Imam Husayn não estava presente em Kufa no momento do ataque ao Imam Ali. Ele estava no acantonamento de Nakhila comandando um batalhão do exército que estava sendo preparado para lutar contra Muawiyah. Imam Hasan enviou um mensageiro a ele e o informou o que havia acontecido com seu pai. Sua Eminência retornou a Kufa enquanto estava profundamente triste e encontrou seu pai à beira da morte. 
Hasan, o filho mais velho de Ali e Fátima, foi aclamado como califa por quarenta mil pessoas em Kufa imediatamente após a morte de seu pai.  Após o assassinato de Ali, o exército de Kufan se reuniu em torno de Hasan para enfrentar o avanço do exército sírio liderado por Mu'awiya. Mas a disseminação de relatórios falsos por Mu'awiya, seus agentes secretos e subornos liberais causaram tanto estrago entre os Kufans que Hasan viu seu exército derreter. Nessa situação, a abdicação era o único curso de ação realista aberto a Hasan e evitou derramamento de sangue sem sentido.  De acordo com Madelung, Ḥosayn inicialmente se opôs à rendição de Hasan a Mu'awiya em 41/661 e ao tratado de paz que reconhecia o califado de Mu'awiya, mas, pressionado por seu irmão, aceitou.  Mesmo aqueles xiitas que criticaram sua ação de abdicação nunca deixaram de afirmar que ele havia sido designado por seu pai para sucedê-lo como o Comandante dos Fiéis. Os detalhes da teoria do imamato foram sem dúvida elaborados mais tarde, mas o fato é que, enquanto Hasan estava vivo, ele era considerado tanto pelos xiitas quanto por todos os membros da família como o chefe da casa de Ali e do Profeta. 
O período de nove anos entre a abdicação de Hasan em 41/660 e sua morte em 49/669 é um em que os sentimentos e tendências xiitas estavam passando por um estágio de, por assim dizer, fogo subterrâneo, sem atividades conspícuas visíveis acima da superfície.  No entanto, não está totalmente livre das vozes ocasionais levantadas aqui e ali em apoio à casa do Profeta e contra o governo de Mu'awiya. De vez em quando ouvimos falar de indivíduos ou pequenos grupos, principalmente de Kufa, visitando Hasan e Husayn e pedindo-lhes que se rebelassem — um pedido ao qual eles se recusaram a responder. 

## Era de Moáuia
Hasan não viveu muito, no entanto. Ele morreu em 49/669, muito antes de seu rival. Mu'awiya tomou o califado de Hasan aos 58 anos e morreu em 60/680 aos 77 anos, enquanto Hasan na época de sua abdicação tinha apenas 38 anos e morreu aos 45 ou 46 anos.  Enquanto seu irmão Hasan estava vivo, Husayn desempenhou um papel secundário, mas após a morte de seu irmão ele se tornou o chefe da família e o foco das aspirações dos Kufans, que estavam ficando cada vez mais inquietos sob o severo governo sírio. 
Enquanto Mu'awiya aproveitou a oportunidade da morte de Hasan para prosseguir com seus planos de garantir a nomeação de Yazid para o califado, os xiitas de Kufa, por outro lado, acharam a ocasião apropriada para fazer outra tentativa de restaurar o califado para a casa de Ali.  Assim que os xiitas de Kufa ouviram a notícia da morte de Hasan, eles realizaram uma reunião na casa de Sulayman b. Surad al-Khuza'i e escreveram uma longa carta para Husayn. Nela, após expressarem sua tristeza e condolências pela morte do "filho do Wasi, o filho da filha do Profeta e a bandeira da orientação", eles convidaram Husayn a se levantar contra Mu'awiya e garantiram a ele que estariam prontos para sacrificar suas vidas em sua causa. Husayn, no entanto, honrando o tratado de seu irmão com Mu'awiya, recusou-se a responder e aconselhou-os a se absterem de agitação e a permanecerem calmos em suas casas enquanto Mu'awiya estivesse vivo.  
Os omíadas instituíram a maldição pública de 'Ali do púlpito, motivados, segundo se diz, pelo desejo de provocar elementos xiitas ferrenhos à revolta aberta. O primeiro a cair em desgraça com essa política foi Hujr ibn 'Adi al-Kindi. Ele levantou uma revolta em Kufa em 51/671. A revolta foi facilmente superada e Hujr com seis de seus companheiros foram executados em Damasco por Mu'awiya. Esses sete são considerados pelos xiitas como os primeiros de seus mártires. 
Foi provavelmente nessa época que Ḥosayn se casou com Laylā, filha de Abu Morra b. ʿOrwa b. Masʿud Ṯaqafi, que lhe deu seu filho Ali (comumente conhecido como Ali Akbar). A mãe de Laylā, Maymuna bt. Abu Sufyan, era irmã paterna de Mu'awiya, e seu pai pertencia à aristocracia de Ṯaqif, que era intimamente aliada à casa de Omayya.  De acordo com um relato, Mu'awiya costumava dar a ele 300.000 dirhams quando o conhecia.  O casamento não conseguiu melhorar permanentemente suas relações com Mu'awiya por causa da contínua difamação pública de Ali e da perseguição de seus seguidores.  Em Medina, Marwan b. Hakam em particular estava determinado a impedir qualquer reconciliação entre os Banu Omayya e os Banu Hāshem. Quando Hasan propôs se casar com a filha de Otman, Aisha, que havia sido casada anteriormente com o irmão de Marwan, Ḥāreṯ, Marwan interveio para casá-la com Abdallah b. Zubair. Esse desprezo à família do Profeta parece ter enfurecido Hossain mais do que Hasan. Quando Mu'awiya mais tarde, após a morte de Hasan, instruiu Marwan a arranjar o casamento de Omm Kulsum, filha de seu primo Abdallah b. Jafar b. Abi Ṭāleb, com o filho do califa Yazid, Ḥosayn retaliou expressamente casando-a com Qasim b. Mohammad b. Abi Bakr.  Hossain, em contraste com Hasan, respondeu bruscamente às maldições regulares de Ali por Marwan durante seu primeiro governo de Medina (41-48 / 661-68), amaldiçoando Marwan e seu pai Hakam, que havia sido banido por Maomé. 
A morte de Hasan em 50/670, aparentemente por envenenamento, prejudicou ainda mais o relacionamento com Moʿāwia.  Hasan se recusou a nomear seu suspeito, provavelmente Moʿāwia, para seu irmão, pois não queria obrigá-lo a retaliar. Ele pediu para ser enterrado com seu avô Mohammad. Se essa demanda provocasse um perigo de derramamento de sangue, no entanto, ele desejava ser enterrado ao lado de sua mãe Fátima.  Quando Marwan b. Hakam se opôs ao enterro de Hasan perto de Mohammad, alegando que Uthman não havia sido enterrado lá, Ḥosayn apelou ao ḥelf al-fożul, um pacto de solidariedade de vários clãs de Quraysh, para apoiar o direito da família do Profeta contra os Banu Omayya. Seu irmão Mohammad b. Hanafiyya e outros, no entanto, o persuadiram a atender ao desejo de Hasan de evitar derramamento de sangue e enterrá-lo ao lado de sua mãe.  
Seus apoiadores do Iraque, no entanto, continuaram a visitá-lo em Medina em grande número, e ʿAmr, o filho do califa Uthman, alertou o governador Marwan. Este último informou Moʿāwia, que o instruiu a deixar Ḥosayn sozinho, desde que ele não demonstrasse nenhuma hostilidade a ele, mas também a reter qualquer sinal de amizade dele. Marwan escreveu a Hossain uma carta ameaçadora, alertando-o contra semear nova discórdia na comunidade. Ḥosayn respondeu-lhe com desdém, enumerando as ofensas de Moʿāwia, como seu reconhecimento de Ziad como seu irmão em violação à lei islâmica e sua execução de Ḥojr b. ʿAdi, e rejeitou suas ameaças. Moʿāwia reclamou com sua comitiva sobre Ḥosayn, mas se absteve de mais ameaças e continuou a enviar seus subsídios e presentes regulares. 
Talvez o evento mais importante na história do desenvolvimento da "Paixão" xiita tenha sido a nomeação de Mu'awiya de seu filho Yazid para sucedê-lo. O califa não poderia agir nessa direção enquanto Hasan vivesse, e é significativo que imediatamente após a notícia da morte de Hasan, Mu'awiya começou a trabalhar ativamente no projeto que cumpriria seu desejo de perpetuar o governo de sua família. Esta não foi uma tarefa fácil, e o califa teve que agir com grande cautela e usar todos aqueles dispositivos característicos de seu governo: diplomacia, presentes generosos, subornos e, finalmente, ameaças e opressão. Após arranjos cuidadosos por meio de seus governadores, Mu'awiya conseguiu reunir da maioria das províncias delegações que, conforme planejado, declararam sua lealdade a Yazid como herdeiro aparente. Foi diferente com o Hijaz, onde vivia a elite da nobreza islâmica e os filhos dos mais proeminentes Companheiros do Profeta, os mais importantes entre eles sendo Husayn ibn Ali, Abd Allah ibn 'Umar, Abd Allah ibn Az-Zubayr e Abd ar-Rahman ibn Abi Bakr. Qualquer delegação de Medina sem eles não teria sentido, portanto, sua recusa em cooperar era da maior gravidade. Mu'awiya, portanto, foi pessoalmente a Medina com 1.000 cavaleiros selecionados para lidar com os recalcitrantes. 
Juntamente com os filhos de vários outros Companheiros proeminentes de Maomé, Hoseyn resistiu às exigências de Moʿāwia de que eles jurassem lealdade a seu filho Yazid, a quem ele havia nomeado como seu sucessor, violando tanto seu tratado com Hasan quanto o princípio de eleição por consulta (šurā) de Umar. 

#### Reunião Política Pública
O Imam realizou uma conferência política pública em Meca e convidou um grande número de pessoas dos participantes dos rituais do Hajj, dos Emigrantes, Ajudantes, companheiros de companheiros e outros muçulmanos para comparecer. Sua Eminência fez um sermão para eles e narrou e descreveu em seu estilo as dificuldades que se abateram sobre a progênie purificada e seus xiitas e as atrocidades que Muawiyah havia feito a eles e as medidas severas que ele havia tomado para ocultar seus méritos e esconder as declarações do Mensageiro de Allah sobre Ahlul Bayt. O Imam falou sobre todas essas coisas e pediu às pessoas presentes na conferência que transmitissem esses pontos a outros e espalhassem essas informações entre as pessoas.  De acordo com a narração de Sulaym Ibn Qais, o texto do discurso do Imam foi o seguinte:
“Um ano antes da morte de Muawiyah, Husayn b. Ali, ‘Abd Allah b. ‘Abbas e ‘Abd Allah b. Ja’far realizaram o hajj. Então Husayn reuniu os banu (filhos) de Hashim, seus homens, suas mulheres e seus apoiadores. Além disso, ele reuniu os Ansar que ele conhecia. Então ele convocou mensageiros (e disse a eles): ‘Reúnam-me os Companheiros do Profeta. Então, mais de setecentos homens o encontraram em Mina. A maioria deles eram mais tarde (Companheiros do Profeta). Cerca de duzentos homens dos Companheiros do Profeta, (o encontraram lá também.). Então Husayn se dirigiu a eles. Ele louvou a Allah e O louvou, e então disse: “Agora, de fato, este tirano (ou seja, Muawiyah) fez conosco e com nossos xiitas o que você viu, soube e testemunhou. De fato, eu quero lhe perguntar sobre uma coisa. Então, de fato, se eu disser a verdade, acredite em mim. Se eu mentir, acuse-me de mentir. Ouça minhas palavras e escreva meu discurso. Quando você retornar para suas terras natais e suas tribos, convoque aqueles do povo em quem você confia para o que você sabe sobre o nosso direito. É assim porque temo que este assunto seja obliterado, e a verdade seja removida e superada. (Ainda assim) Allah completará Sua Luz, mesmo que os descrentes odeiem (isso).” Ele não deixou nada do que Allah revelou no Alcorão a respeito deles, mas ele leu e explicou, nem deixou nada do que o Apóstolo de Allah, que Allah o abençoe e sua família, disse a respeito de seu pai, seu irmão, sua mãe, ele mesmo e sua casa, mas ele narrou. Além disso, seus companheiros disseram: ‘Ó Allah, sim. De fato, nós ouvimos e vimos (isso).’ Os Companheiros posteriores disseram: ‘Ó Allah, aquele em quem eu acredito e confio dos Companheiros do (Profeta) me contou sobre isso. Então ele (ou seja, Husayn) disse: “Eu imploro a Allah para que você diga a ele em qual religião você confia.” Esta conferência foi a primeira reunião pública no Islã até então. Naquela reunião, o Imam denunciou as políticas de Muawiyah e exortou os muçulmanos a espalhar as excelências de Ahlul Bayt e seu status elevado que o regime estava tentando esconder.  

## O governo de Iázide
Um dos pontos importantes do tratado feito entre Haçane e Moáuia foi que Moáuia não designar alguém como seu sucessor após a sua morte; a escolha foi deixado para a Ummah (Nação). Mas depois da morte de Haçane, Moáuia, pensando que ninguém seria corajoso o suficiente para se opor a sua decisão como califa, designou seu filho, Iázide I, como seu sucessor, em 680, quebrando o tratado. Robert Payne cita Moáuia em História do Islã como dizer seu filho Iázide para derrotar Huceine, que foi certamente a preparar um exército contra ele, mas para lidar com ele com cuidado depois disso como Huceine era um descendente de Maomé; mas para lidar com Abedalá ibne Zobair rapidamente, como Moáuia temiam a mais.
Com a morte de Muawiya, seu filho Yazid assumiu o califado de acordo com o testamento sem precedentes do primeiro em Rajab 60/março de 680.  Um verdadeiro representante do modo de vida comum entre a juventude pré-islâmica da aristocracia omíada, Yazid não tinha respeito na comunidade. Pelo testemunho de documentos históricos, pode-se ver claramente que Yazid não tinha nenhum caráter religioso e que mesmo durante a vida de seu pai ele era alheio aos princípios e regulamentos do islamismo. Naquela época, seu único interesse era a devassidão e a frivolidade. Durante seus três anos de califado, ele foi a causa de calamidades que não tinham precedentes na história do islamismo, apesar de todas as lutas que ocorreram antes dele.  Durante o primeiro ano do governo de Yazid, o Imam Husayn, neto do Santo Profeta, foi massacrado da maneira mais atroz junto com seus filhos, parentes e amigos. Yazid até mesmo mandou matar algumas mulheres e crianças da Casa do Profeta e exibir suas cabeças em diferentes cidades. Durante o segundo ano de seu governo, ele ordenou um massacre geral de Medina e por três dias deu a seus soldados liberdade para matar, saquear e levar as mulheres da cidade. Durante o terceiro ano, ele mandou destruir e queimar a sagrada Caaba. 
Com a morte de Mu'awiya, o último da primeira geração que poderia reivindicar para si pelo menos alguma importância política, o califado teve que passar para a segunda geração (tabi'un) após o Profeta. Os grandes desta geração, como foi descrito no capítulo anterior, foram Husayn b. Ali, Abd Allah b. az-Zubayr, Abd Allah b. 'Umar, e Abd ar-Rahman b. Abi Bakr, os filhos dos mais proeminentes Companheiros do Profeta que eram tidos em grande respeito pela comunidade.   Husayn, também sendo o único neto sobrevivente do Profeta, gozava de maior consideração do que os outros três. Era, portanto, óbvio que sem o reconhecimento deles a autoridade de Yazid não poderia ser firmemente consolidada.  Para garantir a posse incontestável do califado, a primeira tarefa que Yazid assumiu foi ordenar ao governador de Medina, Al-Walid b. 'Utba, que exigisse homenagem dos refratários, especialmente de Husayn e Ibn az-Zubayr. Em sua carta ao governador, ele deu ordens estritas de que eles não deveriam ter permissão para atrasar e, se recusassem, que Walid os decapitasse imediatamente.   Utba, portanto, enviou Husayn e Ibn az-Zubayr em uma hora incomum da noite para obrigá-los a prestar homenagem ao novo califa. Ambos perceberam que Mu'awiya estava morto, e ambos decidiram manter sua recusa em prestar homenagem a Yazid.  Ibn az-Zubayr não foi ao palácio e imediatamente fugiu de Medina para Meca, evitando a estrada principal para iludir os cavaleiros enviados por alWalīd para trazê-lo de volta.  Husayn foi ver o governador, mas foi acompanhado por um forte bando de seus apoiadores em caso de um confronto sério. Deixando seus apoiadores no portão, Husayn entrou no palácio sozinho. Walid leu para ele a carta de Yazid e pediu o reconhecimento imediato do novo califa.  Husayn se recusou a fazer o juramento em particular, declarando que o faria apenas junto com a população maior da cidade. Al-Walīd não o pressionou mais, apesar do conselho de al-Marwān b. al-Ḥakam (que governaria como califa, 64–5/684–5) de que al-Ḥusayn fosse forçado a fazer o juramento sob ameaça de morte ou prisão.   Logo após esta reunião, al-Ḥusayn seguiu Ibn al-Zubayr para Meca, acompanhado por membros de sua família e seus apoiadores mais próximos. 

### Insurreição

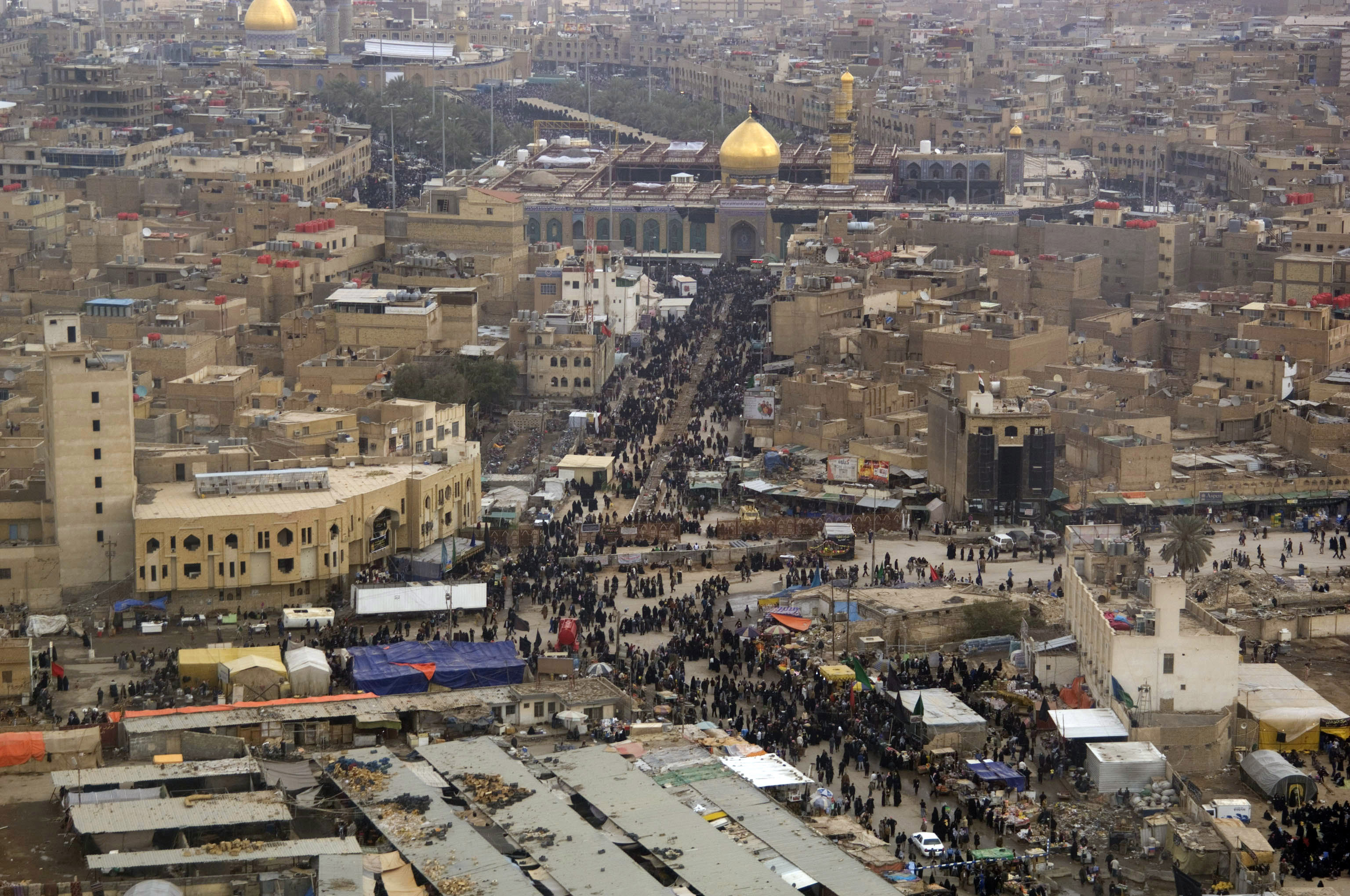
Peregrinos xiitas fazem o seu caminho à Mesquita do Imame Huceine em Carbala no Iraque, em 2008

Huceine deixou Medina com suas irmãs, filhas, filhos, irmãos e filhos de Haçane. Ele pegou uma estrada lateral para Meca para evitar ser perseguido, e de vez em Meca, Huceine ficamos na casa de ‘Abbas ibn ‘Abd al-Muttalib e lá permaneceu por quatro meses. Enquanto em Meca Abedalá ibne Zobair, Abedalá ibne Omar e Abedalá ibne Alabás aconselhou Huceine ibne Ali para fazer Meca sua base e luta contra o Iázide em Meca.
Huceine em oposição Iázide I e declarou que governo omíada não era só opressivo, mas também religiosamente equivocado. Em sua opinião, a integridade e sobrevivência da comunidade islâmica dependia da restabelecimento da orientação correta. Huceine também acreditava que a sucessão de Iázide I foi uma tentativa de estabelecer uma dinastia hereditária ilegítima.
As atitudes religiosas dos omíada também inspirou o povo de Cufa a acreditar que a liderança da comunidade muçulmana pertencia aos descendentes de Maomé, assim que pediu Huceine se juntar a eles e chegar a Cufa para estabelecer seu califado, uma vez que não tinha imame. Enquanto se preparava para a viagem para Cufa, Abedalá ibne Omar e Abedalá ibne Alabás manifestou-se contra o seu plano, se ele estava determinado a prosseguir para Cufa, pediu-lhe para deixar as mulheres e crianças, em Meca.
Em Cufa, Iázide I substituído Nomane ibne Baxir com Ubaide Alá ibne Ziade, ordenando a este último para dispersar a multidão apoiando Muslim ibn Aqeel mas sem matar ou Muslim ibn Aqeel ou Huceine. Muslim ibn Aqeel foi encontrado e entregue à Ubaide Alá, e depois de concordar com Muslim ibn Aqeel para enviar uma mensagem para Huceine com o seguinte: "voltar com sua família, e não se deixe enganar pelo povo de Cufa. Eles têm enganado você e eu", Ubaide Alá ibne Ziade matou Muslim ibn Aqeel. No entanto, a mensagem não foi recebida por Huceine, quando ele decidiu deixar Meca contra o conselho de alguns dos companheiros de Maomé, incluindo Abedalá ibne Zobair.

## Batalha de Carbala

### Visão xiita
Huceine em seu caminho em direção a Cufa encontrou o exército de Ubaide Alá ibne Ziade, o governador de Cufa, liderada por Alhor ibne Iázide Atamimi, um alto comandante no exército omíada, que mais tarde mudou de lado. Diz-se que quando Alhor e seus mil homens do exército encontraram inicialmente Huceine no dia da 4ª Moarrão, Alhor e seu exército estavam com sede, como haviam sido em rondas para capturar Huceine por muitos dias. Huceine ofereceu seu armazenamento de água para Alhor, seu exército, e os cavalos de seu exército. Diz-se que se Huceine não tinha oferecido a água para Alhor e seu exército, a água no acampamento de Huceine teria durado até 19 dia de Moarrão. Alhor não prendeu Huceine, mas disse-lhe para definir um acampamento em Carbala e parar sua jornada para Cufa. Huceine e sua família também não foram autorizados a montar tendas próximas ao banco dos Eufrates. No 7º dia de Moarrão, o armazenamento de água no acampamento de Huceine estava acabado. Huceine solicitado exército de ibne Ziade para permitir que ele e seus familiares o acesso à água, mas seu pedido foi negado. Huceine mandou seu irmão Alabás ibne Ali para a margem do rio para levar água, mas o exército de ibne Ziade lutou com Abbas, cortou os dois braços, e matou-o. Huceine também foi para o exército de ibne Ziade e pediu-lhes para permitir que a água para seu filho de seis meses de idade, mas o Exército lançou flechas em direção filho de Huceine, um dos quais matou o pequeno Ali Asghar.
Na Batalha de Carbala, está registrado que setenta e duas pessoas foram mortas.
Quando Huceine entrou em confronto com o exército de Iázide, ele disse:

... Você não vê que a verdade não é colocada em ação e o falso não é proibido? O crente deve cumprir o desejo de seu Senhor, enquanto ele está certo. Assim, não vejo a morte, mas com a felicidade, e vivendo com tiranos mas com tristeza.— Huceine ibne Ali
Em 13 de Outubro 680 (Moarrão 10, 61 AH), ele e seu pequeno grupo de seguidores e membros da família, que estavam entre 72 ou mais, lutou com um grande exército sob o comando de Omar ibne Sade filho de Sade ibne Abi Uacas. Huceine e todos os seus homens foram mortos e decapitados. Os corpos foram deixados por quarenta dias sem sepultamento e sobreviventes da família de Huceine foram levados como prisioneiros para Bilade Xame (hoje Síria e Líbano) para Iázide.
Parte de seu discurso sobre Ashura:

Eis; o ilegítimo, filho da ilegítima [de nascimento], estabeleceu-se entre dois, entre desembainhar [a espada] e a humilhação, e quão impossível é a humilhação de nós! Alá recusa, que para nós, e seu mensageiro, e os crentes, e voltas a ser recatado e purificado, e narizes zelosos [expressão: cabeças que não se curvam em humildade], e as almas em repúdio [que repudiam/recusão a opressão], que desejamos obediência aos médios, que os assassinatos de o senhor [martírio]. Eis que eu movi lentamente com esta família, apesar do pouco número e o desertar dos ajudantes.
Hoje, a morte de Huceine ibne Ali é comemorada durante todo mês de Moarrão por muçulmanos xiitas, com o mais importante destes dias sendo o seu décimo dia, Ashura. No entanto, a Ashura é comemorada por muçulmanos xiitas, por razões de martírio de Huceine ibne Ali e também pelos sunitas envolvendo Moisés como mencionado nos hádices.

### Visão sunita
Em seu caminho para Cufa, Huceine encontrou um exército liderado por Omar ibne Sade, Xamar ibne Tial Joxam, e Huceine bin Tamim. Huceine pediu-lhes para lhes conceder um dos três: Depois, Alhor montou seu cavalo em direção a Huceine e seu grupo que achava que ele veio para combatê-los. Mas Alhor mudou de direção e dirigiu-se para o exército, onde ele lutou com eles e mataram dois homens antes de ser morto.[carece de fontes?] Os seguidores de Huceine foram mortas em torno dele, até que ele foi deixado sozinho em luta. Soldados do outro lado estavam hesitantes para matar Al-Huceine até Xamar ibne Tial Joxam jogou sua lança em Huceine. Diz-se que Xamar ibne Tial Joxam foi quem decapitado Huceine.

## Resultado
O martírio de Husayn foi de grande significado religioso e teve um profundo efeito colateral de busca de coração sobre os xiitas, dando uma nova guinada ao modo e à natureza do movimento xiita.    O trágico destino do neto do Profeta despertou sentimentos religiosos e morais, particularmente entre os seguidores de Kufan da Casa do Profeta que tão zelosamente pediram a Husayn que viesse ao Iraque para guiá-los no que eles consideravam ser o caminho de Deus. Mas quando Husayn chegou ao Iraque, eles não ficaram ou não puderam ficar com ele na hora do julgamento. Logo depois, no entanto, eles perceberam que sua incapacidade, ou melhor, fraqueza, havia sido a causa da tragédia. Um profundo sentimento de arrependimento se instalou, provocando sua consciência religiosa; e para expiar sua negligência e obter o perdão de Deus, eles pensaram que deveriam fazer sacrifícios semelhantes. Eles acreditavam que só poderiam provar seu verdadeiro arrependimento expondo-se à morte enquanto buscavam vingança pelo sangue de Husayn. 

### A Revolta do Povo de Medina (Batalha de Hurrá)
A Revolta de Medina ocorreu no ano 63 َA.H. e ficou conhecido como “A Tragédia do Hurrá” Após a morte de Huceine, uma onda de ódio e raiva varreu a nação muçulmana. A comunidade responsabilizou o governo omíada pelo massacre em Carbala. Na cidade de Medina que era um ponto central da família do Profeta. o povo de Medina fez seu juramento de fidelidade a Abedalá, filho de Hanzalá. Eles marcharam em direção ao palácio e expulsaram o governador da cidade. assim como todos os omíadas que ali viviam. Quando a notícia disso chegou a Iázide, ele selecionou o Muslim ibne Ucba, um leal e devotado seguidor dele, para liderar um grande exército contra eles.
O exército sírio atacou Medina. exército derrotou o Medinese na batalha do Harra (verão 683) e posteriormente ocupou a cidade. No final, os rebeldes derrotados e seus líderes foram todos mortos. Muslim ordenou a seus soldados que, por três dias, houvesse uma matança em massa e uma pilhagem em massa da cidade. Os soldados da Síria cometeram tal durante este período que é de partir o coração descrevê-los. Este saque da cidade do Profeta, é um dos maiores crimes acusados contra os omíadas na tradição. Após três dias de destruição e derramamento de sangue em Medina, Muslim sentou-se no estado e deu oportunidade para aqueles cujas vidas haviam sido poupadas de virem até ele e declararem que estavam prontos para serem escravos de Iázide. E entre aqueles que vieram estava All ibne Huceine, e Muslim deu a ele um assento com ele em seu próprio tapete, e disse: "O califa me deu instruções especiais sobre você". Então Ali respondeu: "Na verdade eu desaprovava inteiramente o que o povo de Medina fez." Muslim, portanto, o levou para sua casa em homenagem. Durante os três dias em que Medina esteve inundada de pilhagem assassinada, a casa de Açajade tornou-se um santuário para pessoas em busca de proteção. Mais de quatrocentas mulheres, juntamente com suas respectivas famílias, refugiaram-se na casa de Açajade, e ele cuidou delas até o final da provação.

### Revolta de ibne Zobair em Meca
Pouco antes de  Huceine entrar em Meca no ano 60 Hijri, Abedalá ibne Zobair entrou na cidade e fixou residência lá. Era um homem de sessenta e poucos anos, talvez um oportunista, e ambicioso de maneira egoísta, mas ainda assim um homem com real capacidade de liderança. Ele havia sido associado a Huceine e Abderramão em sua recusa em atender ao pedido de Moáuia de que eles aprovassem sua nomeação de Iázide como seu sucessor.
Quando Huceine foi morto em Carbala, Abedalá ibne Zobair o neto de Abacar e o primo de Alcacim ibne Maomé ibne Abacar juntou o povo de Meca e fez o seguinte discurso:
"Ó povo! Nenhum outro povo são piores do que os iraquianos e entre os iraquianos, o povo de Cufa são os piores. Eles repetidamente escreveram cartas e chamou Huceine para eles e levou bay'at (fidelidade) para seu califado. Mas quando ibne Ziade chegou em Cufa, eles se reuniram em torno dele e matou Huceine que era piedoso, observado o rápido, ler o Alcorão e mereceu o califado em todos os aspectos."
Depois de seu discurso, o povo de Meca também se juntou Abedalá ibne Zobair para enfrentar Iázide. Quando ele ouviu falar sobre isso, Iázide tinha uma corrente de prata e enviou para Meca, com isso, a intenção que Ualide ibne Utba prenda ibne Zobair.
Eventualmente Abedalá ibne Zobair consolidou o seu poder através do envio de um governador de Cufa. Logo, Abedalá ibne Zobair estabeleceu seu poder no Iraque, no sul da Arábia e na maior parte da Síria, em partes do Egito. Iázide tentou acabar Abedalá ibne Zobair com uma rebelião invadindo o Hejaz, e tomou Medina após a sangrenta Batalha de Harrá seguido pelo cerco de Meca, mas sua morte súbita terminou a campanha e jogou os omíadas em desordem com a sociedade, e guerra civil acabou rompendo.
Esta dividido essencialmente o império islâmico em duas esferas com dois califas diferentes, mas logo a guerra civil omíada foi terminado, e Abedalá ibne Zobair perdeu Egito e tudo o que ele tinha da Síria para Maruane I. Isso, combinado com as rebeliões carijitas no Iraque reduziu seu domínio para apenas o Hejaz.
Em Meca e Medina, a família de Huceine tinha uma forte base de apoio, as pessoas estavam dispostas a lutar por eles. O restante da família de Huceine mudou-se de volta para Medina. Abedalá ibne Zobair era neto de Abacar e o primo de Alcacim ibne Maomé ibne Abacar. Ambos Abedalá ibne Zobair e Alcacim ibne Maomé ibne Abacar foram sobrinhos de Aixa. Alcacim ibne Maomé ibne Abacar também era o avô do imame Jafar Alçadique. Abedalá ibne Zobair foi finalmente derrotado por Abedal Maleque ibne Maruane, que enviou Alhajaje ibne Iúçufe. Alhajaje derrotou e matou Abedalá ibne Zobair no campo de batalha em 692, decapitando-o e crucificando seu corpo, restabelecendo controle omíada sobre o império.
Poucos anos depois, o povo de Cufa chamou Zaíde ibne Ali o neto de Huceine para Cufa. Os zaiditas acreditam que na última hora de Zaíde ibne Ali, ele também foi traído pelas pessoas em Cufa que lhe disseram: "Que Deus tenha misericórdia de você! O que você tem a dizer sobre a questão de Abacar e Omar?" Zaíde ibne Ali disse: "Eu não ouvi ninguém da minha família renunciando ambos nem dizer nada, mas coisas boas sobre eles... quando eles foram confiados com o governo se comportaram de forma justa com as pessoas e agiram de acordo com o Alcorão e a Sunnah."

## Local de enterro
O corpo de Huceine é enterrado em Carbala, perto do local de sua morte. Sua cabeça é dito ter sido devolvida para Damasco e enterrada com o seu corpo. Xiitas/Fatímidas acreditam que a cabeça de Huceine foi enterrada em primeiro lugar no pátio do Iázide Maal (Mesquita dos Omíadas), em seguida, transferida de Damasco para Ascalão, depois Cairo.
O túmulo de Huceine se tornou o lugar mais visitado de Ziyarat para os xiitas. A Mesquita do Imame Huceine foi construído mais tarde sobre seu túmulo. Em 850 o califa abássida Mutavaquil destruiu seu santuário, a fim de parar peregrinações dos xiitas. No entanto, a peregrinação continuou.

### Retorno da cabeça de Huceine ao seu corpo
Várias fontes xiitas e sunitas confirmam o retorno da cabeça de Huceine ao seu corpo em Carbala. De acordo com o Xeique Alçaduque, o filho de Huceine, Ali ibne Huceine, levou-a de volta a partir de Shaam e ele retornou para Carbala. Fetal Neyshabouri e Majlesi confirmaram isso em seus livros, Rouzato-Waisin e Biar Alanuar, respectivamente. Xarife Almurtaza também menciona isso em seu livro Rasaael. ibne Xaraxube verifica Xarife Almurtaza afirmando a mesma coisa sobre a cabeça de Huceine. Ele também narra de Sheikh Tusi sobre este evento, isto é, para retornar a cabeça ao corpo, ocorreu 40 dias após a Ashura e é por esta razão, há rituais específicos para este dia. Este dia é reconhecido por xiitas e é conhecido como Arba'een. Declarações semelhantes são documentados por famosos estudiosos xiitas, por exemplo, Ahmad ibn Tawoos e Muhaqeq Helli. Entre os estudiosos sunitas, al-Biruni em sua famosa obra Os Sinais Remanescentes dos Séculos Passados, declarou que a cabeça de Huceine foi devolvido à sua corpo e foi sepultado por completo no dia 20 do mês lunar de Safar (Arba'een). Declaração semelhante é mencionada por estudioso sunita Zakariya al-Qazwin, em seu livro ʿAjā'ib al-makhlūqāt wa gharā'ib al-mawjūdāt. Qurtobi narra para os xiitas sobre o retorno da cabeça ao corpo em Arba'een.

### Transferência da cabeça de Huceine na crença Fatímida

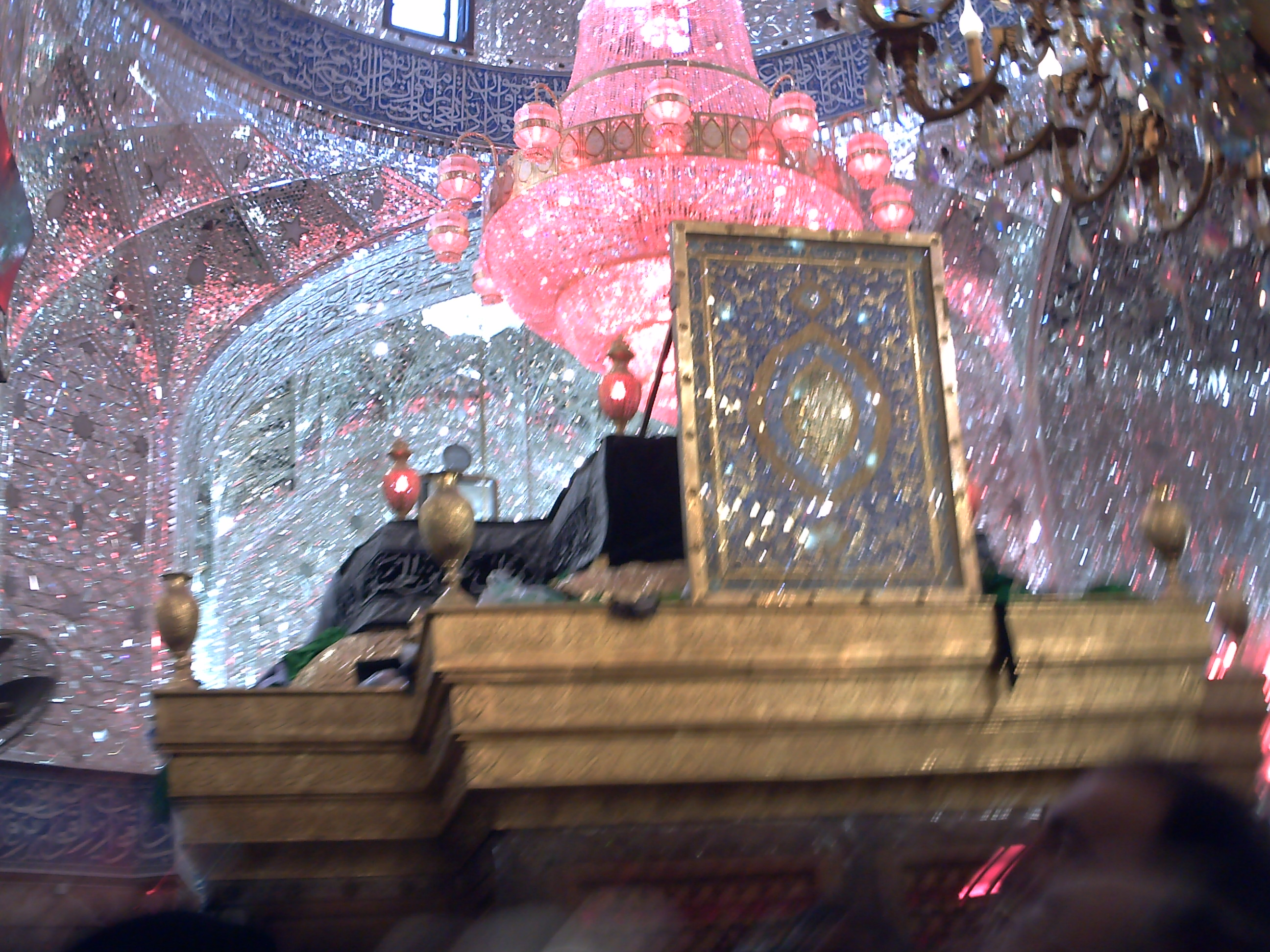
O Zarih de Huceine na Mesquita do Imame Huceine em Carbala

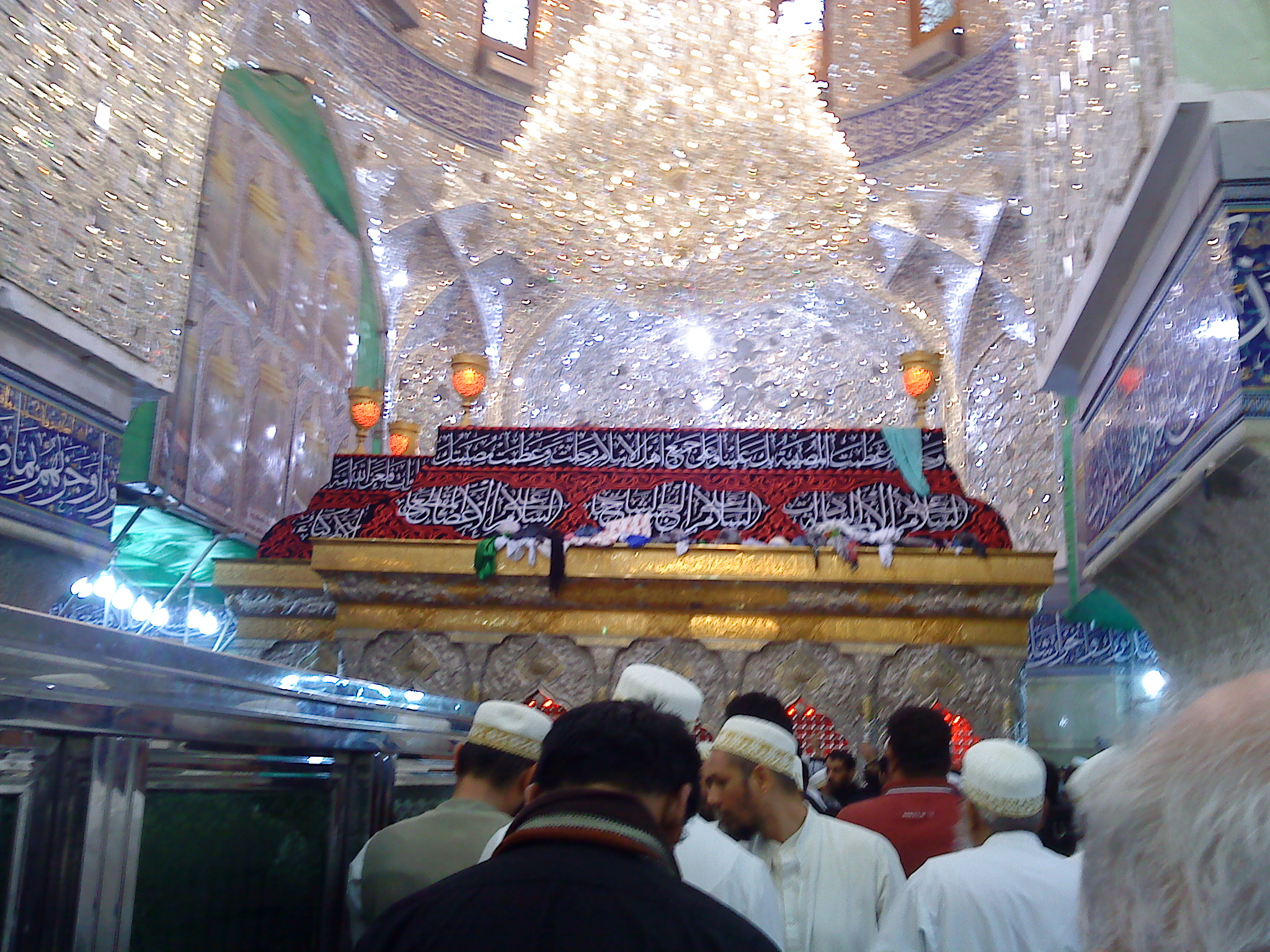
Zarih imame Huceine, Carbala, uma visão ampla

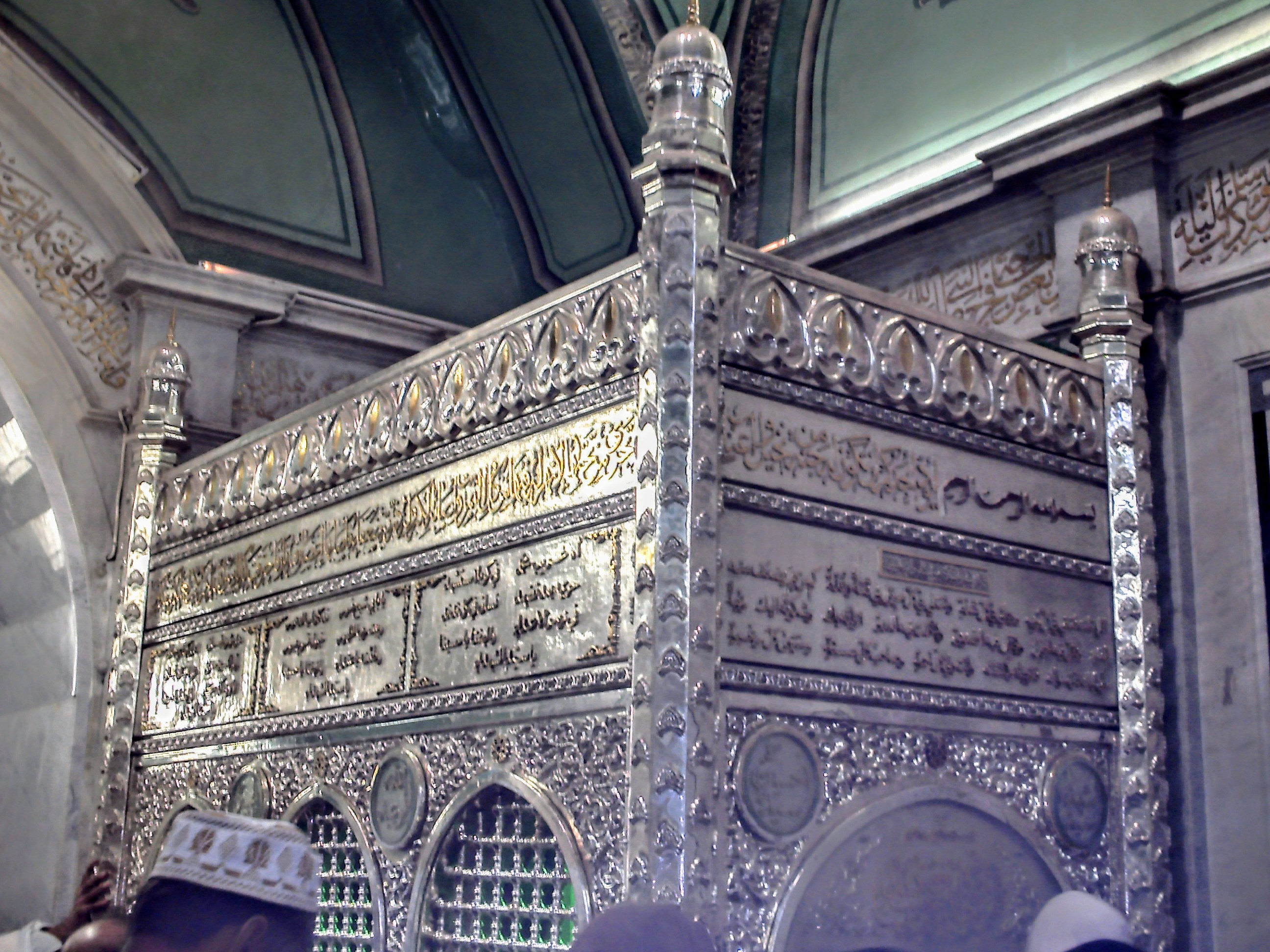
O Santuário da cabeça de Huceine na mesquita dos Omíadas, em Damasco

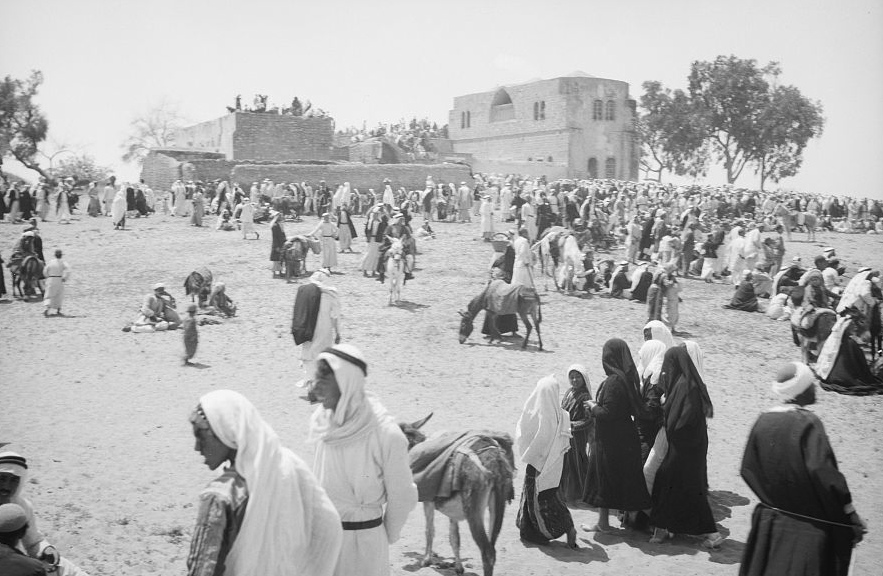
Peregrinos muçulmanos ao Santuário de Seíde Huceine, Ascalão, abril de 1943

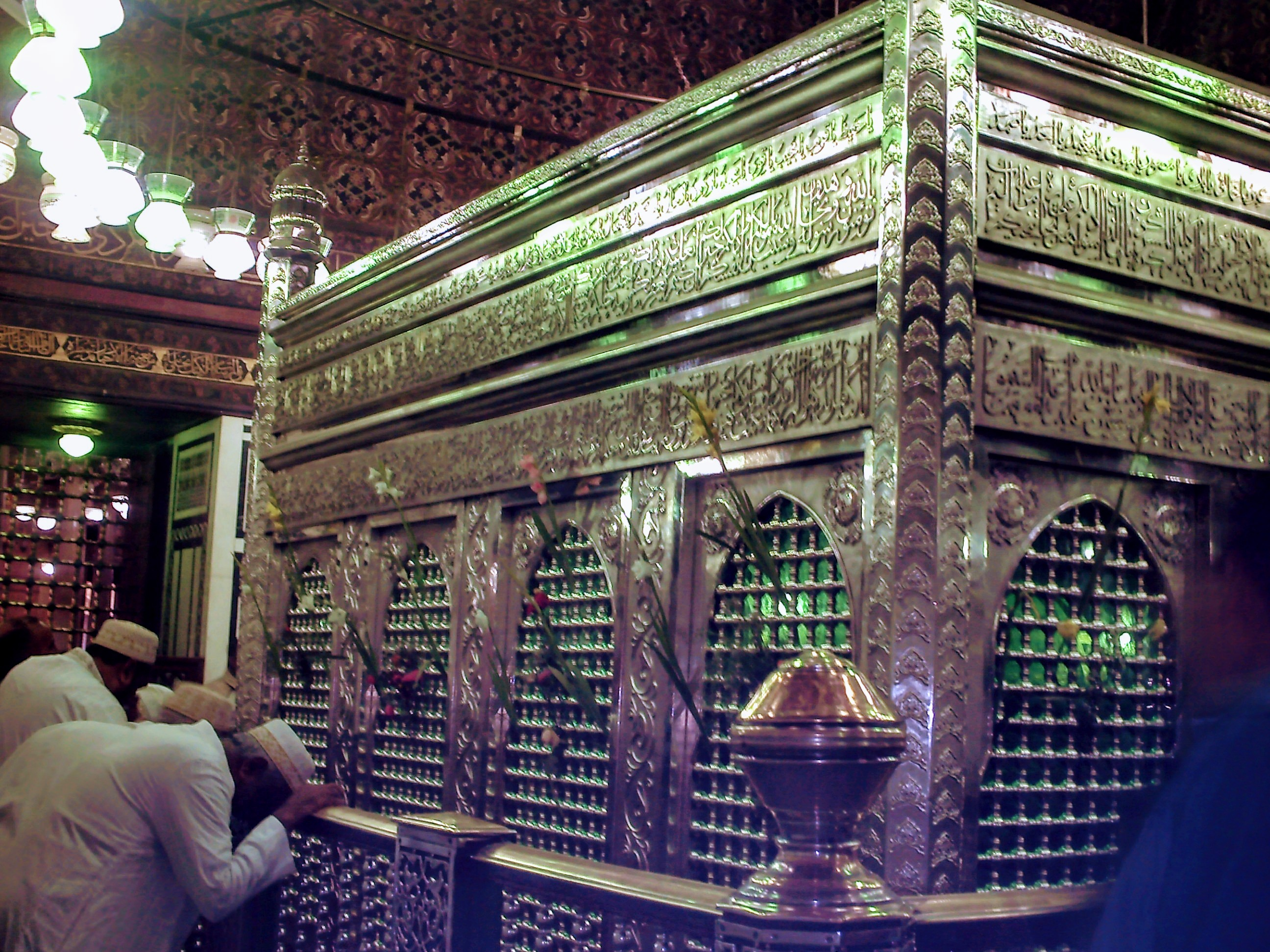
O Zarih da cabeça de Huceine na mesquita de Huceine no Cairo

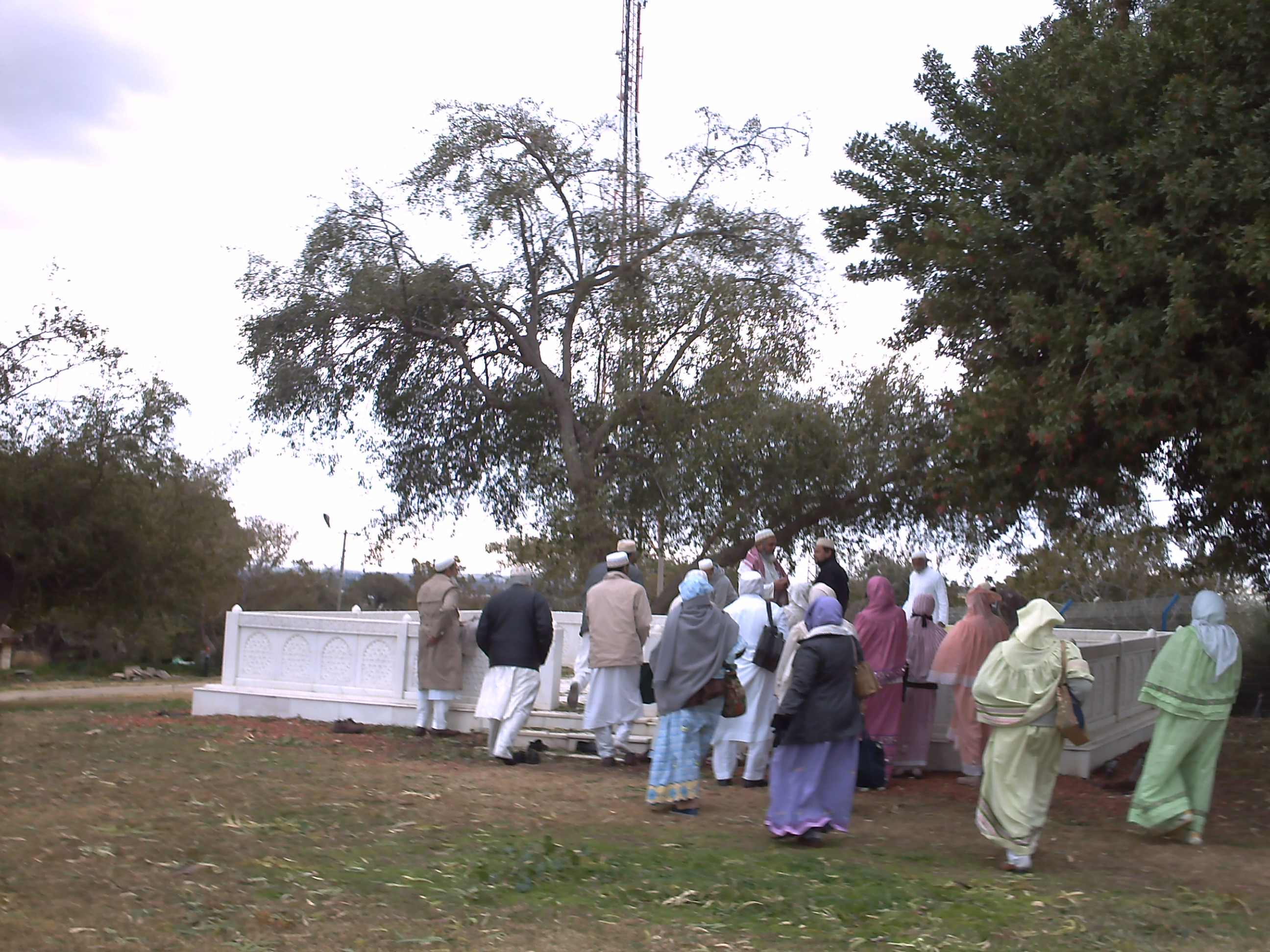
Acreditado pelo Fatímidas para ser o local do sepultamento de cabeça de Huceine em Ascalão, Israel

No segundo dia, depois da batalha de Carbala, as forças de Iázide I, levaram a cabeça de Huceine em uma lança. Eles levaram-na para Cufa para apresentá-la a Ubaide Alá ibne Ziade, o governador de Cufa, deixando para trás o corpo mutilado de Huceine. O corpo sem cabeça foi assim enterrado lá pela tribo de Bani Assad, que viviam nas proximidades de Carbala. Após a exposição e apresentação do cabeça de Huceine, ibne Ziade despachou-a para Damasco, para ser apresentada a Iázide como um troféu.
Iázide comemorou a ocasião com grande pompa, exibindo a cabeça de Huceine em sua quadra lotada e decorada. A cabeça foi então enterrada em um nicho de uma das paredes internas do Jame-Masjide, em Damasco, Síria. Depois, a cabeça de Huceine permaneceu confiscada e confinada em Damasco pela ordem do monarca Omíada, Solimão ibne Abedal Maleque (d.86/705), nessa condição durante cerca de 220 anos.
Quando os abássidas tomaram o poder dos Omíadas, na veste de vingança de Ahl al-Bayt, eles também confiscaram a cabeça de Huceine e provou ser piores que os Omíadas. Foi o califa abássida Almoctadir (d.295/908), um inimigo da Ahl al-Bayt Ele tentou várias vezes para parar a peregrinação a cabeça, mas em vão. Assim, ele tentou eliminar completamente o sinal do lugar sagrado de Ziyarat; ele transferiu a cabeça de Huceine para Ascalão (localizada a 10 km (6,2 km) a partir da Faixa de Gaza e 58 km (36 milhas) ao sul de Tel Aviv, Israel), em sigilo, para que os peregrinos não conseguissem encontrar o lugar.
Foi o 15.º Fatímida/Ismaelita/Dawoodi Bohra imame Alaziz (d. 386 AH / 996) que traçou o local da cabeça de seu bisavô através do escritório de seu contemporâneo em Bagdá, em 985. Na cidade de Ascalão, Israel, permaneceu enterrada em "Baab al Faradis", por um longo tempo (cerca de 250 anos até 1153).
Comandante das forças Fatímidas, Badre Aljamali (d. 487/1095) conquistou a Palestina, durante o período de 18º Fatímida imame Almostancir do Cairo (d. 487/1094). O Fatímida imame atribuído a ele para descobrir a cabeça de Huceine ibne Ali. O Dai, em 448 (AH) descobriu o lugar de Raas imame Huceine.
De acordo com as instruções do imame fatímida Almostancir do Cairo, Badre Aljamali construiu uma mesquita e doou várias propriedades enormes para atender as despesas do "Encargo", de modo a manter os negócios da Maxade o lugar do enterro. Ele também preparou uma madeira mimbar (púlpito) e colocou-o na mesquita, onde Raas imame Huceine foi enterrado. Este mimbar leva o relato histórico que está gravado em árabe cúfico escrita sobre o Raas imame Huceine.
A parte seguinte do texto é uma tradução das inscrições em árabe, que ainda está preservada no mimbar fatímida:
".. Entre os milagres, uma grande glória com os desejos de Deus, é a recuperação da cabeça .. imame.. Huceine .. que estava no lugar de Ascalão, .. escondida pelos tiranos [...] Alá prometeu revelar.. deseja esconder isso dos inimigos..para mostrá-la para Uale ... para aliviar o coração dos 'devotos' de Huceine, como Alá sabia que sua pura generosidade em Vilaiete e Deen.
.. Que Alá manter por muito tempo a nossa Moula .. Almostancir Bilá .. .O .. Comandante das forças .. o ajudante do imame .. o líder do Do'at .. Badre Almostançari descobriu Raas imame Huceine no período do imame Almostancir, e levou para fora de seu lugar escondido. Ele especialmente construiu um mimbar à Maxade, no local onde esta sagrada cabeça estava enterrada. ..

Ele (Badre Aljamali) construir este edifício ..cujas receitas eram revertidas, para serem gastas apenas nesta Maxade ... ."
O santuário foi descrito como o mais magnífico edifício em Ascalão. No período do mandato britânico que foi um "grande maqam no topo de uma colina" sem túmulo, mas um fragmento de um pilar mostrando o lugar onde a cabeça tinha sido enterrada.
Após o 21º fatímida imame Taibe Abi Alcacim entrou em reclusão, seu tio, Abedal Majide ocupou o trono do império Fatímida. Temendo desrespeito e as atrocidades dos traidores e inimigos, o monarca Majidi, Zafir, ordenou a transferência da cabeça para Qahera. O uale da cidade de Ascalão, Alamir Ceife Almamlaca Tamim, juntamente com o guardião da Maxade, Cazi Maomé ibne Misquim, tirou o caixão enterrado de Raas imame Huceine do Maxade, e com o devido respeito e grande reverência, no domingo 8 Jumada al-Thani, 548 (31 de agosto de 1153) carregou a cabeça da cidade de Ascalão para Qahera, Egito. Syedi Haçane ibne Assade (Hiraz, Iêmem) discutiu este evento em sua Risalah manuscrito da seguinte forma: "Quando o Raas (cabeça) imame Huceine foi levado para fora do caixão, em Ascalão, gotas do sangue fresco eram visíveis no o Raas imame Huceine e a fragrância de Musk espalhou por toda parte."
Historiadores, Almacrizi, Ahmad al-Qalqashandi, e ibne Muiaçar (d.1278) ter mencionado que o caixão chegou Qahera na terça-feira 10 Jumada al-Thani (02 de setembro de 1153). Ust'ad Maknun acompanhava em um dos barcos de serviços que desembarcaram no cafuri (Jardim). Enterrado lá no lugar conhecido "Qubbat al Dailã" ou "Turbat al Zafr'an" (atualmente conhecido como "Maxade de Huceine", em que estão enterrados subterrâneos treze imames Fatímidas para 9º Maomé Ataci e para 20º Alamir Biacamilá). Este lugar também é conhecido como "B'ab Makhallif'at al Rasul" e localizada na Mesquita de Huceine.
Durante a era de ouro do califado fatímida, no dia da Ashura, a cada ano o povo do Egito de longe e perto usado para reunir e oferecer sacrifícios de camelos, vacas, cabras, em nome de Alá, recitar Marsiyah-elegias sobre o Ahl Bait al e o Ans'ar de Huceine e pronunciado L'Anat (maldição) em voz alta sobre Iázide, Ximir ibne Til Jauxam, ibne Ziade e outros assassinos de Huceine. Durante o mandato de Saladino, todos Marasim al Az'a ou comemorações de luto para Huceine foram declarados oficialmente proibida por serem considerados Bid'ah.
O famoso historiador mameluco do Egito, Mohiyuddin Abd al Zahir (d. 1292) escreveu: 
"Quando Saladino chegou ao poder ele aproveitou todos os Palácios da Aimmat Fatemiyeen e saquearam suas propriedades e tesouros. Ele destruiu a coleção valiosa e rara dos cem mil livros, disponíveis em bibliotecas, no rio Nilo. Quando soube através de sua inteligência.. que um dos.. guardiões da Raas imame Huceine.. era muito respeitado pelo povo de ..Qahera, ele supôs que talvez ele .. esteja ciente dos ..tesouros de Aimmat Fatemiyeen. Saladino emitiu ordens para apresentá-lo em sua corte. Ele perguntou-lhe ..dos tesouros..dos Fatemi. O nobre negou categoricamente ..sobre os tesouros. Saladino ficou irritado, e ordenou a sua inteligência.. perguntar a ele por meio de 'terceiro-grau-tortura', mas o furo nobre .. tortura e repetida .. comunicou. .. Saladino ordenou a seus soldados para colocar uma capacete contendo centopéias na cabeça do nobre. ..tal tipo de punição foi tão grave e insuportável..ninguém poderia sobreviver mesmo por alguns minutos.

Antes de colocar o capacete de centopeias sobre a cabeça, seu cabelo foi raspado, para tornar mais fácil para as centopeias sugarem o sangue, que por sua vez fizeram buracos no crânio. Mas! Apesar de que a punição ao nobre guardião da cabeça do Huceine..sentiu nenhuma dor em tudo. Saladino ordenou para mais centopeias a ser colocadas .. mas ele não podia matar ou fazer dor a ele. Finalmente Saladino encomendado um capacete apertado cheio de centopeias .. para alcançar o resultado. Mesmo este método não poderia torturar ou matá-lo. Os brutos Ayyubid ficaram estupefactos ainda mais quando eles viram, sobre a remoção do capacete, as centopeias estavam mortas. Saladino perguntou o nobre para revelar o segredo deste milagre. O nobre revelou como segue: "Quando Raas imame Huceine foi trazido para Qasar, Al Moizziyat al Qahera, ele tinha levado o caixão em sua cabeça. 'O Saladino! Este é o segredo da minha segurança."
O local de sepultamento está agora também conhecida como Raous (cabeça)-conosco-Huceine, A prata Zarih (Maqsura) sua origem é local de Dawoodi Bohra Dai, bem como o local é visitado regularmente por todos os xiitas. A apresentação do Maqsurah também é único na história de lealdade e fidelidade. O Maqsurah de Raas imame Huceine foi originalmente construído para a Mesquita de Al Abbas em Carbala, no Iraque. Quando isso Maqsurah atingiu a mesquita de Alabás ibne Ali não caberia no lugar. O tamanho do Maqsurah e o local do lugar apropriado diferente no momento da montagem, embora todos os aspectos técnicos e medições do local foram tomados em conta muito precisamente. Os engenheiros ficaram estupefatos, como o que tinha acontecido, embora cada detalhe foi tratada muito profissionalmente. A lealdade de Alabás ibne Ali também foi testemunhado naquele dia também, como tinha sido testemunhado no dia da Ashura. Há uma orientação divina veio para o efeito por meio de intuição de que um irmão sincero, fiel, leal e dedicado não podia tolerar, que a cabeça do neto de Maomé, Huceine, enterrado em Al Qahera, Egito, deve ser sem uma Maqsurah, assim como ele poderia aceitar este presente para si mesmo. Por isso, mesmo depois de Shahadat, Alabás ibne Ali pagou seu tributo a Huceine e apresentou a sua própria Maqsurah para Raas (cabeça) imame Huceine. Quando esta acima mencionado Maqsurah foi trazida de Carbala, no Iraque a Al Moizziyat al Qahera, Egito, se encaixava sobre a posição original da sepultura conhecida como Maxade de Raas imame Huceine, de tal maneira, como se tivesse sido fabricado para Raas imame Huceine.
Viajante árabe ibne Batuta também escreveu em seu nome temporário (Rihla) que, após o incidente de Carbala a cabeça de Huceine estava na mesquita dos Omíadas em Damasco. De lá, ela foi levada e enterrada em Ascalão. Durante a cruzada do governante fatímida do Egito exumou a cabeça e trouxe-a para o Egito. Em seguida, a cabeça de Huceine foi enterrada novamente no cemitério al Qarrafa no Cairo. O local do cemitério se tornou o mausoléu chamado Raasul Huceine (dentro da mesquita de Huceine).
Durante o período de Saladino, e por sua ordem, o mimbar feito por Dai Badrul Jamali foi transferido de Ascalão ao Masjide Calil Ramane (Túmulo dos Patriarcas), Hebrom na Cisjordânia, territórios palestinos. Saladino não sabia que este mimbar continha uma inscrição mostrando a história de Huceine. A 51ª al Dai al Fatemi/Dawoodi Bohra, Taher Saifuddin (d.1385/1965) tem a honra de visitar Masjide Calil Ramane, e ele descobriu o mimbar fatímida, mil anos após a reclusão dos imames fatímida.
O Masjide de Ascalão conhecido como "Masjide Almaxade Huceine" foi explodido deliberadamente como parte de uma operação mais ampla de forças de defesa em 1950 com as instruções de Moshe Dayan, mas os devotos de Ahl al Bait não esqueceram.
Há alguns anos, o 52º Fatímida/Ismaili/Mustali/Dawoodi Bohra Dai Mohammed Burhanuddin, construiu uma plataforma de mármore, conforme projeto arquitetônico tradicional fatímida, no local, no terreno atrás do Hospital Barzilai, Ascalão e desde então, milhares de devotos vieram de todo o mundo, durante todo o ano para prestar homenagem a Huceine.

## Família
O primeiro casamento de Hossain foi com Robāb, filha de Emraʾ-al-Qays b. ʿAdi, um chefe dos Banu Kalb. Seu pai chegou a Medina no início do califado de Umar e foi nomeado por ele emir sobre todos os homens da tribo de Qożāʿa que se convertessem ao islamismo. Ali propôs a ele estabelecer laços matrimoniais, e ele concordou em dar três de suas filhas a Ali, Hasan e Hossain em casamento. Hasan e Hossain, e sem dúvida as filhas de Emraʾ-al-Qays, eram jovens demais para que o casamento ocorresse imediatamente, e Hasan pode nunca ter se casado com a garota escolhida para ele. Hossain mais tarde se casou com Robāb, e nos últimos anos do califado de Ali, Emraʾ-al-Qays e seus parentes foram chamados de seus sogros. Robāb continuou sendo a esposa favorita de Hossain, embora ela não tivesse filhos por muitos anos. Provavelmente após a morte de Ali, ela lhe deu uma filha Āmena (Amina, Omayma), comumente conhecida como Sukanya. De acordo com Sukanya, Hossain declarou seu grande amor por ela e Sukanya em três linhas de poesia. Mais tarde, Robāb lhe deu seu filho Abdallah, que ainda era uma criança quando foi morto em Karbala. Ele presumivelmente havia guardado seu próprio patronímico (konya), Abu Abdallah, para um filho dela. Em algumas fontes xiitas tardias, Abdallah é chamado de Ali Aṣḡar, mas isso não tem fundamento histórico. Após a morte de Hossain, Robāb teria passado um ano em luto em seu túmulo e se recusado a se casar novamente. Nenhum detalhe é conhecido sobre o casamento de Hossain com Solāfa, uma mulher da tribo Bali de Qożāʿa. Ela lhe deu um filho chamado Jafar, que morreu durante a vida de Hossain. 
Dos dois filhos de Hossain, chamados Ali, o que sobreviveu a ele, conhecido como Zayn al-Abedin, o quarto Imam dos xiitas, era o mais velho e provavelmente seu primogênito.  Ele tinha vinte e três anos na época da batalha de Karbala e, portanto, nasceu durante o califado de Ali. Sua mãe era uma escrava, provavelmente de Sind.  De acordo com algumas fontes, sua mãe era uma escrava chamada de Ḡazāla, Solāfa, Salāma, Šāhzanān, Šāhbānūya e outros. De acordo com algumas fontes xiitas, ela era filha de Yazdegerd III (morreu em 651, Merv, Império Sassânida), que foi o último rei da dinastia Sassânida (reinou de 632 a 651); Ali foi, portanto, considerado “o filho dos dois escolhidos” (ebn al-ḵīaratayn) entre os árabes e os persas. Alguns historiadores elogiam esta senhora e dizem que ela era casta e que seu intelecto era perfeito. Além disso, seu moral era alto.  Mais tarde, ela se casou com um cliente de Hossain e teve um filho com ele, Abdallah b. Zobayd, que era, portanto, um irmão materno de Ali Zayn-al-Abedin. Os descendentes de Abdallah ibn Zobayd viveram mais tarde em Yanboʿ. Enquanto Zayn-al-Abedin é chamado de Ali al-Aṣḡar nas primeiras fontes sunitas, Mohammad Mufid e outros autores xiitas provavelmente estão corretos em chamá-lo de Ali Akbar. O segundo Ali, chamado Ali Akbar nas fontes sunitas, mas Ali Aṣḡar por Shaikh Mufid, tinha dezenove anos quando foi morto em Karbala. Sua mãe era Laylā, filha de Morra ibn ʿOrwa Ṯaqafi e Maymuna bnt Abi Sufyan, irmã do califa Muawiya. O casamento deve ter ocorrido logo após a rendição de Hasan a Muawiya, pois não teria sido possível durante a vida de Ali. Hossain evidentemente nomeou seu filho com Layla também Ali, já que ele, por causa de sua mãe árabe aristocrática, tinha precedência sobre seu filho mais velho com uma escrava não árabe para se tornar seu herdeiro principal. Muawiya é até citado como observando que Ali ibn Hossain era o mais adequado para o califado, já que ele combinava a bravura dos Banu Hashem, a munificência dos Banu Omayyad e o orgulho de Ṯaqif. 
Após a morte de Hasan, Hossain se casou com Omm Esḥāq, filha do proeminente Companheiro Talha.  Ela deu à luz a filha de Hossain, Fatema. Ao contrário de alguns relatos, Fatema deve ter sido mais jovem que Sukanya.  Na época da morte de seu pai, ela provavelmente estava noiva, mas ainda não casada, com Hasan ibn Hasan, o herdeiro principal de Hasan ibn Ali. 
Al-Hasan e al-Ḥusayn foram os únicos descendentes masculinos do Profeta a produzir descendentes que sobreviveram até a idade adulta. Isso significava, em termos práticos, que cada figura posterior a reivindicar descendência do Profeta tinha uma linhagem que incluía al-Hasan ou al-Ḥusayn. Isso também os diferenciava de seus meio-irmãos (por exemplo, Muhammad b. al-Hanafiyya, m. 81/700–1), que não tinham um vínculo genético direto com Muhammad. 
Os nomes de suas esposas e filhos famosos são os seguintes:
1. Robāb, filha de Emraʾ-al-Qays
1. Abdullah (Ali Asghar) bin Hossein
2. Amina (Sukanya) bint Hossein
2. Shahrbanu
1. Ali (Sajad) ibn Hossein (5 Sha'ban 38 - 12 Muharram 95)
3. Laylā, filha de Morra ibn ʿOrwa Ṯaqafi
1. Ali (Akbar) ibn Hossein (11 Shaban 36 - 10 Muharram 61)
4. Umm Esḥāq, filha de Talha
1. Fátima bint Hossein (110-30)
5. Salaf
1. Jafar bin Hossein (morreu na infância) 

## Aparência e características morais
Alguns escritores descreveram a aparência física de Sua Eminência da seguinte forma: “Ele tinha um rosto de pele clara e em qualquer lugar escuro que ele costumava sentar, era iluminado pelo brilho e elegância.”  Outros disseram: “Ele tinha grande elegância e uma testa luminosa, suas bochechas brilhavam na escuridão da noite e ele era o que mais se assemelhava ao Profeta.”  Um de seus companheiros, que também foi martirizado junto com ele no Dia de Ashura, disse o seguinte: “Ele tinha o brilho do sol do meio-dia e o brilho de sua testa era como a lua luminosa.”  Imam Ali disse: “Aquele que gosta de ver a pessoa que mais se assemelha ao Mensageiro de Allah do pescoço ao rosto deve olhar para Hasan (‘a). E aquele que deseja ver a pessoa que mais se assemelha ao Mensageiro de Allah do pescoço aos pés, em forma e tez, deve olhar para Husayn bin Ali”. 
O Imam Hossein realizou o Hajj a pé 25 vezes com seus parentes. Ele sentou-se com os pobres, aceitou seus convites e comeu com eles, e os convidou para sua casa, e não os poupou do que tinha em casa. Os inimigos do Imam também reconheceram suas virtudes, como Muawiya disse que Hussain, como seu pai Ali, não era uma pessoa de traição e astúcia, e Amr bin As o considerava a pessoa mais amada entre os terráqueos entre as pessoas do céu. Ele sempre respeitou seu irmão, Imam Hassan. Ele tinha e não falava na frente dele, assim como Muhammad ibn Hanafiyya tratou o Imam Hussain assim. O Imam era muito indulgente e era bem conhecido em Medina. Se um suplicante lhe pedisse e o Imam estivesse rezando, ele encurtaria sua oração e lhe daria tudo o que tivesse. 
ele possuía qualidades pessoais, acima de tudo o atributo da piedade, demonstrado por suas 25 peregrinações a pé de Medina a Meca e as 1.000 rakʿas que ele realizava a cada dia. Era por causa de suas longas devoções que ele tinha pouco tempo para suas esposas e, consequentemente, tinha poucos filhos. Outras qualidades que ele possuía eram generosidade (há várias histórias para ilustrar isso), paciência (ḥilm), humildade, eloquência (como prova disso, há discursos e poemas mencionados por ele) e, finalmente, as qualidades que podem ser inferidas de suas ações, como seu desprezo pela morte, desdém por uma vida de humilhação, seu orgulho, etc. 
De acordo com Madelung, enquanto Hasan buscava principalmente assumir a herança de seu avô e criticava algumas das políticas de seu pai, Hossain se inspirou em Ali. Enquanto Hasan nomeou dois de seus filhos como Mohammad e nenhum como Ali, Hossain nomeou dois de seus quatro filhos como Ali e nenhum como Mohammad. Em contraste com o caráter pacifista e conciliador de seu irmão mais velho, Hossain herdou o espírito de luta de seu pai e o intenso orgulho familiar, embora não tenha adquirido sua destreza e experiência militar. Enquanto treinava seu filho mais velho, Hasan, para se tornar seu sucessor como chefe da família do Profeta, a atitude de Ali em relação a Hossain parece ter sido mais protetora e leniente.  Rasul Jafarian considera as narrações nas quais Hussain é semelhante a Ali e Hasan é semelhante a Muhammad como falsas; Segundo ele, a imagem apresentada nessas narrações poderia ser usada para destruir o rosto de Ali e Ashura e ser usada por aqueles que eram a favor das tendências de Uthman.  Seyyed Mohammad Hossein Tabatabaei diz sobre isso: A opinião de alguns comentaristas sobre a diferença de gostos entre o Imam Hassan e o Imam Hussein é uma declaração equivocada; Pois vemos que este mesmo Imam Husayn, que se recusou a prestar lealdade a Yazid por um dia, viveu por dez anos sob o governo de Mu'awiyah, da mesma maneira que seu irmão, que também suportou por dez anos sob Mu'awiyah, sem se opor a ele. 
Ele costumava libertar seus escravos e servas em troca de seu bom comportamento. De acordo com uma lenda, ele libertou uma escrava que Mu'awiya havia enviado como presente, junto com muitas propriedades e roupas, em troca de recitar versos do Alcorão e escrever um poema sobre o fim do mundo e a morte dos humanos, e deu a ela a propriedade. Mesmo uma vez, um de seus escravos cometeu um delito que merecia punição, mas quando o escravo leu o verso "وَالْعافینَ عَنِ النّاس" (que indultam o próximo), ele o perdoou, então o escravo disse: "وَاللّهُ یُحِبُّ الْمُحسِنین"(Deus aprecia os benfeitores), e o Imam o libertou no caminho de Deus. Ele pagou a dívida de Osama bin Zayd, que estava doente e não conseguiu pagar, em seu nome. De acordo com uma tradição, ele doou a terra e as coisas que foram herdadas a ele antes de recebê-las. Ele pagou o dinheiro de um homem em troca de responder a três perguntas na íntegra e deu a ele seu anel também. Sua gentileza foi tão grande que um homem e uma mulher judeus se tornaram muçulmanos por causa de seu bom caráter. Ele deu ao professor de seus filhos muita riqueza e roupas e encheu sua boca de joias, enquanto dizia que isso não compensava seu ensino. Foi dito sobre a paciência e o perdão do Imam que quando um homem sírio o insultou e a seu pai, ele o perdoou e o favoreceu. Foi dito que o efeito do estoque de alimentos que ele carregava nas costas para os órfãos e os pobres era evidente no dia do martírio. 

## Comemoração de Huceine ibne Ali

### Ziyarat (Peregrinação)
Relata-se que o quinto Imam, Muhammad bin Ali al-Baqir, disse a um certo al-Qamah ibn Muhammad como realizar uma visita simbólica a Karbala. Entre suas recomendações estavam, no Dia de Ashura, recitar Ziyarat Ashura enquanto estava de frente para Karbala, e realizar uma sessão de luto, matam, convidando familiares e amigos para comparecer. A atitude durante a realização do ritual é aconselhada a ser de imersão total na tragédia, como se o participante do ritual tivesse testemunhado a batalha. Diz-se que quem recitar Ziyarat Ashura desfruta do status dos mártires em Karbala, e é recompensado de forma semelhante aos crentes que realmente vão a Karbala para realizar a peregrinação. Ziyarat Ashura também é usado como uma súplica, du'a. É considerado particularmente benéfico e, portanto, é uma oração comumente recitada, encontrada em Mafatih al-Jenan. (Flaskerud-205)

#### Ziyārat al-Arbaʿīn
Arbaʿīn, significa o quadragésimo dia após o martírio do Imam Husain, que é comemorado anualmente pelos Imami Shiʿis. De acordo com uma crença antiga, foi neste dia que a cabeça decepada de al- Husain b. Ali foi reunida com seu corpo em Karbala. 
O significado do quadragésimo dia após a morte de um crente é evidente entre os muçulmanos desde o período mais antigo, e se manifesta de duas maneiras: por um lado, tem um significado metafísico, que sugere um tipo de maturação da alma falecida; por outro, é um período durante o qual as pessoas lamentam o falecido. A importância de Husain e os eventos de Karbala para os xiitas deram origem a outro aspecto desta observância, que é conhecido entre os xiitas como Ziyarat al-Arbaʿīn (a peregrinação de Arbaʿīn ou ziyarat que ocorre quarenta dias após a data da morte de Husain em 10 de Muharram ou Ashura). 
De acordo com esses relatos, quarenta dias após seu martírio, a cabeça decepada de Hussien b. Ali foi reunida com seu corpo em preparação para sua passagem para o próximo mundo. Abū Rayḥān al-Bīrūnī menciona claramente 20 Ṣafar 61/19 de novembro de 680 como o dia em que isso ocorreu, seus restos mortais foram enterrados no mesmo dia (p. 331). Mais detalhes são fornecidos por Ibn Ṭāwūs, que se refere a uma jornada da Síria para Medina realizada pelo filho do Imam Hussien, ʿAlī b. Hussien (‘Zayn al-ʿĀbidīn’, também conhecido como ‘alSajjād’) e alguns dos parentes que sobreviveram ao massacre. Após receber permissão para a jornada das autoridades omíadas, o imã mudou de curso e foi para Karbalāʾ, e em 20 Ṣafar, o dia do Arbaʿīn do Imam Hussien, ele reuniu a cabeça do imã com seu corpo. 
Em seu relato do Arbaʿīn, Ibn Tawūs reúne certos relatos que se referem à presença de Jabir b. Abdallah, um companheiro proeminente do Profeta, e sua família no túmulo de Hussien b.ʿAlī. Quando a caravana de prisioneiros chegou a Karbala, eles teriam encontrado Jabir, que também havia chegado naquele mesmo dia para visitar o túmulo do Imam Husain, e juntos eles lamentaram o imã. Assim, Ibn Tawūs combina a história da peregrinação ao túmulo de Husain com o dia de Arbaʿīn. Tanto a expressão Ziyarat al-Arbaʿīn quanto a história da presença de Jābir em Karbala em 20 Safar são anteriores a Ibn Tawūs. De acordo com al-Bīrūnī, 20 Safar era chamado de ziyārat al-Arbaʿīn em seu tempo, não porque marcou um período de quarenta dias após o martírio de Husain, mas porque naquele dia quarenta membros da família de Husain b. Ali visitaram o túmulo. 
O Ziyarat al-Arbaʿīn da época de al-Bīrūnī, que é dado em um relatório por al-Ḥasan al-ʿAskarī como um dos cinco sinais que marcam um verdadeiro crente, tornou-se ainda mais profundamente enraizado em períodos posteriores: passou a ser conhecido no Irã como Arbaʿīn Ḥusaynī e era comemorado com certos rituais. Uma das práticas religiosas seguidas pelos xiitas de todas as convicções é a recitação do sofrimento e martírio de Hussien b. Ali (rawḍa khwānī) uma ou duas noites antes de Arbaʿīn, geralmente seguido por doações e ofertas de caridade e realização de reuniões religiosas em comemoração a este dia. As pessoas também se reúnem neste período nos santuários dos imãs e dos santos, para implorar sua intercessão e assistência. 

### Luto de Muharram
Após o evento de Ashura, não demorou muito para que os primeiros peregrinos de Hossein comemorassem seu martírio.  Em sua forma mais antiga, consistiam em pequenas reuniões nas quais eram recitadas elegias pelos caídos. Na época dos imãs Muhammad al-Baqir (m. 117/735) e Jafar al-Sadiq (m. 148/765), no máximo, Karbala havia se tornado um ponto focal da peregrinação xiita. Isso foi parte de um processo maior pelo qual a identidade xiita se cristalizou em torno de um conjunto de práticas rituais distintas. 
De acordo com relatos históricos, após o incidente de Karbala, até o início do século IV, as reuniões de luto pelo martírio do imã Hossein eram sempre realizadas secretamente e seguindo princípios de segurança entre as propriedades xiitas. Nessas reuniões, as pessoas lamentavam e recitavam elegias, e os poetas recitavam os poemas que haviam escrito sobre a calamidade do Imã.  O segredo do luto se devia às posições hostis que os califas omíadas e abássidas tinham com a família do Profeta, especialmente com Hussain bin Ali e alguns dos estudiosos com o costume xiita do luto. A inimizade dos califas com o Imam Hussain e seus apoiadores era tanta que o califa abássida Mutawakkil (reinou de 232 a 247 AH / 847 a 861 d.C.) cobriu o santuário daquele Imam com água em 236 AH / 850 d.C. e depois disso, arou a terra ali e, de acordo com Tanukhi, o autor de Nashwaar al-Mahadera, um dos estudiosos ordenou a matança dos enlutados, entre eles "Khelb", o famoso enlutado de Bagdá e os peregrinos do santuário do Imam Hussain.  Abu Rihan al-Biruni informa sobre o luto, cânticos, choros e lamentações dos xiitas e sobre a ida ao santuário do Imam Hussain em cidades como Madinah al-Salam (Bagdá).  O estabelecimento da cerimônia fúnebre de Hosseini no Irã remonta à dinastia Buyid Buyid (322-448 AH / 933-1056 DC), o primeiro governo xiita iraniano. Em 352 AH / 963 DC, por ordem e incentivo de Mu'izz al-Dawla Daylami, no Dia de Ashura, os mercados de Bagdá foram fechados, e as portas e paredes foram cobertas de preto, e eles pararam de negociar e fizeram Ta'zia.  Durante o período do governo Timúrida (771-916 AH / 1369-1510 DC), um terreno favorável foi fornecido para o luto de Hosseini no Irã, especialmente em Khorasan.  A tendência e o interesse dos reis safávidas em relação ao xiismo e à formalização dessa religião e à criação de unidade nacional na sociedade iraniana deram credibilidade às cerimônias religiosas e demonstrações entre os xiitas do Irã e do mundo e prolongaram o luto, especialmente nos dois meses de Muharram e Safar. Durante o período Qajar, a cerimônia de luto de Hossein atingiu seu auge e fez seu caminho das massas de pessoas e reuniões públicas para os círculos da corte e do governo. 
A maior comunidade xiita do mundo fora do Irã foi formada no subcontinente indiano, Paquistão, Afeganistão, Tajiquistão, Uzbequistão, Cazaquistão, Azerbaijão, Albânia, Kosovo e outras terras. Os xiitas dessas terras, juntamente com alguns seguidores de outras religiões com as quais coexistem geográfica e culturalmente, lamentam o mês de Muharram e especialmente o Dia de Ashura. Eles estabelecem sua própria terra. 
No Iraque, além da peregrinação a Karbala, as tradições são semelhantes às que ocorrem no Irã, mas não há apresentações dramáticas. Taʿzia-ḵvānis influenciados pela tradição persa são, no entanto, realizados no Líbano. Rituais dramatizados de Moharram também foram introduzidos na Ásia Central no final do século XVIII (Turcomenistão, Ferḡāna, Bukhara) por meio da influência de elementos persas na população. Nos canatos do sul do Cáucaso, esses rituais mantiveram a automortificação sanguinária característica do período safávida; e, até a época da Revolução Soviética de 1917, as peças da paixão podiam ser realizadas abertamente. Nas áreas otomanas e no Curdistão, as cerimônias de Moharram permaneceram conectadas aos rituais de ordens místicas. Os Qezelbāš, os Bektāšis e os Šabaks, que têm em comum uma intensa devoção aos Imames, todos realizam cerimônias especiais de luto por Hossain. Além do jejum, os Bektāšis acompanham seu choro ritual recitando o Ḥadiqat al-soʿadāʾ de Fożuli. No último dia, eles comem “aşüre”, um prato doce feito de arroz e leite especialmente para esta ocasião, daí seu nome. No que diz respeito aos Nosayris, como Jesus antes dele, Ḥonayn não foi realmente morto, e então eles celebram ʿĀšurā alegremente. 
No subcontinente indiano, o martírio de Hossain é comemorado há séculos. Embora as tradições locais tenham permeado ao longo do tempo as crenças e rituais associados, a literatura elegíaca nas línguas vernáculas (urdu, hindi, sindhi, etc.) foi influenciada originalmente pela tradição sufi persa. Aspectos devocionais, tanto privados quanto públicos, são primordiais, especialmente durante a recitação pelos rawza-ḵᵛāns, que são chamados rawza-ḵᵛānis. Assembleias de luto às vezes são realizadas em edifícios erguidos especificamente para esse propósito (chamados emāmbāras, ʿazā-ḵānas e ʿāšur-ḵānas), como os enormes emāmbāras que foram construídos em Lucknow. Acredita-se que as procissões com a taʿzia (ou tābut), uma suposta reprodução do túmulo de Hossain, tenham qualidades especiais; os mais preciosos foram mantidos em emāmbāras e, no final das celebrações, os outros foram enterrados em um "solo de Karbalā" local. Os participantes dos rituais processionais xiitas, incluindo sunitas e hindus, competem entre si em seus atos de devoção. Esses eventos muitas vezes tiveram um caráter festivo em vez de triste, com muita pompa espetacular, incluindo desfiles de elefantes, mas uma tradição de apresentações de peças de teatro da paixão nunca se desenvolveu aqui. Em meados do século XIX, esses rituais de Moharram foram exportados para a ilha caribenha de Trinidad por migrantes indianos. Desde a criação do Paquistão em 1947, tem havido um esforço para eliminar influências estranhas dos rituais de Moharram e para reviver a prática de extrema automortificação. 

### Taʿziya

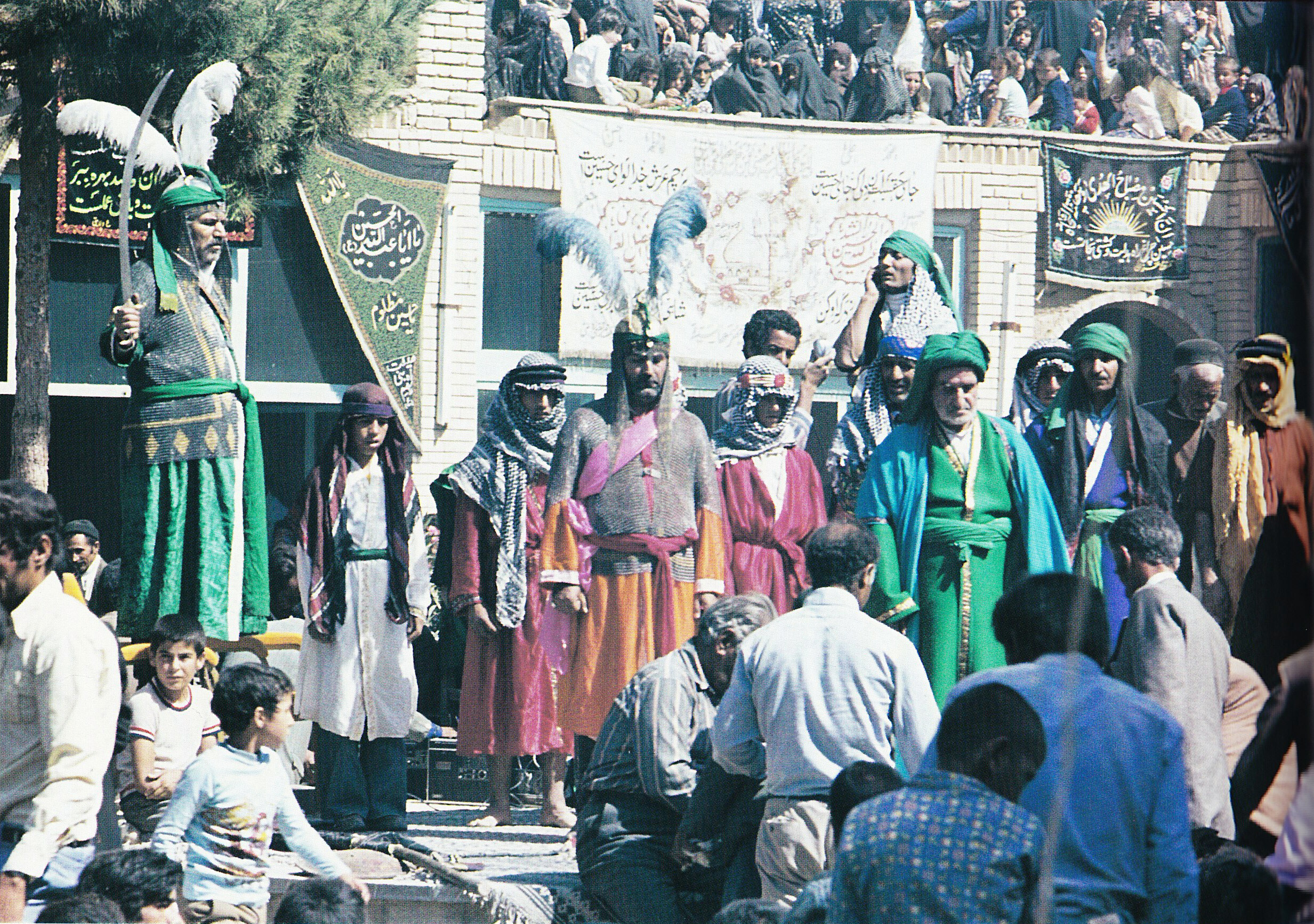
Desempenho de Ta'zia, festival de arte de Shiraz, Irã

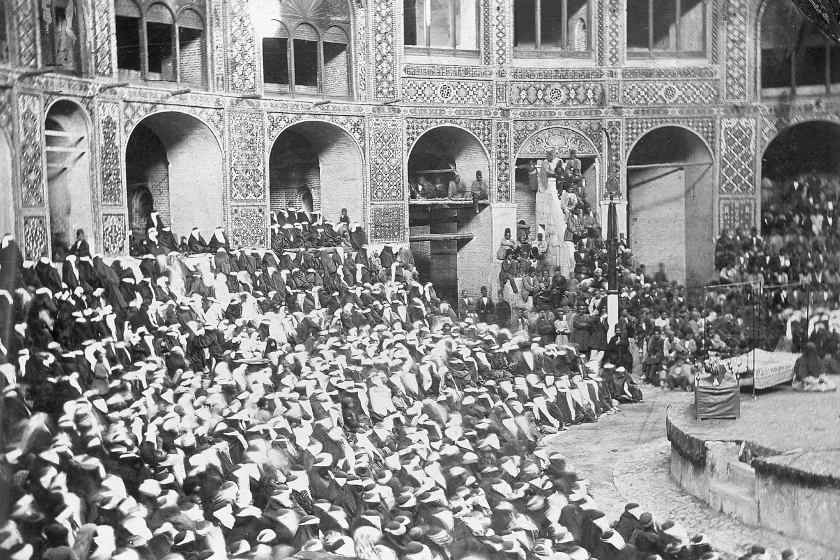
Era Qajar, Tazia em Tekyeh-Dawlat, Teerã, Irã

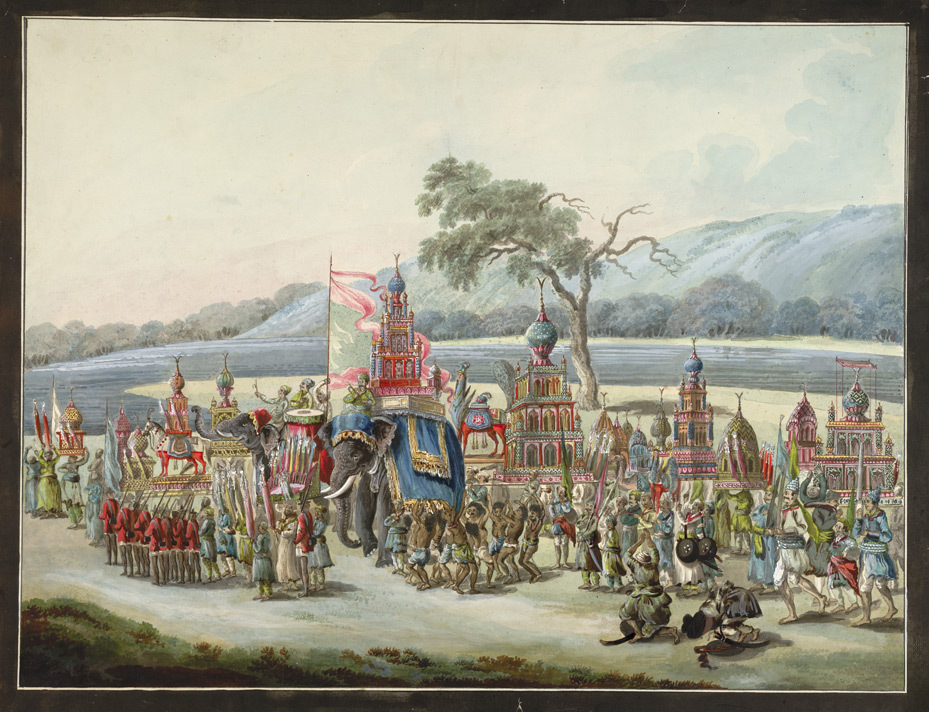
Imagens do islamismo xiita Muharram Tazia de 1790-1800

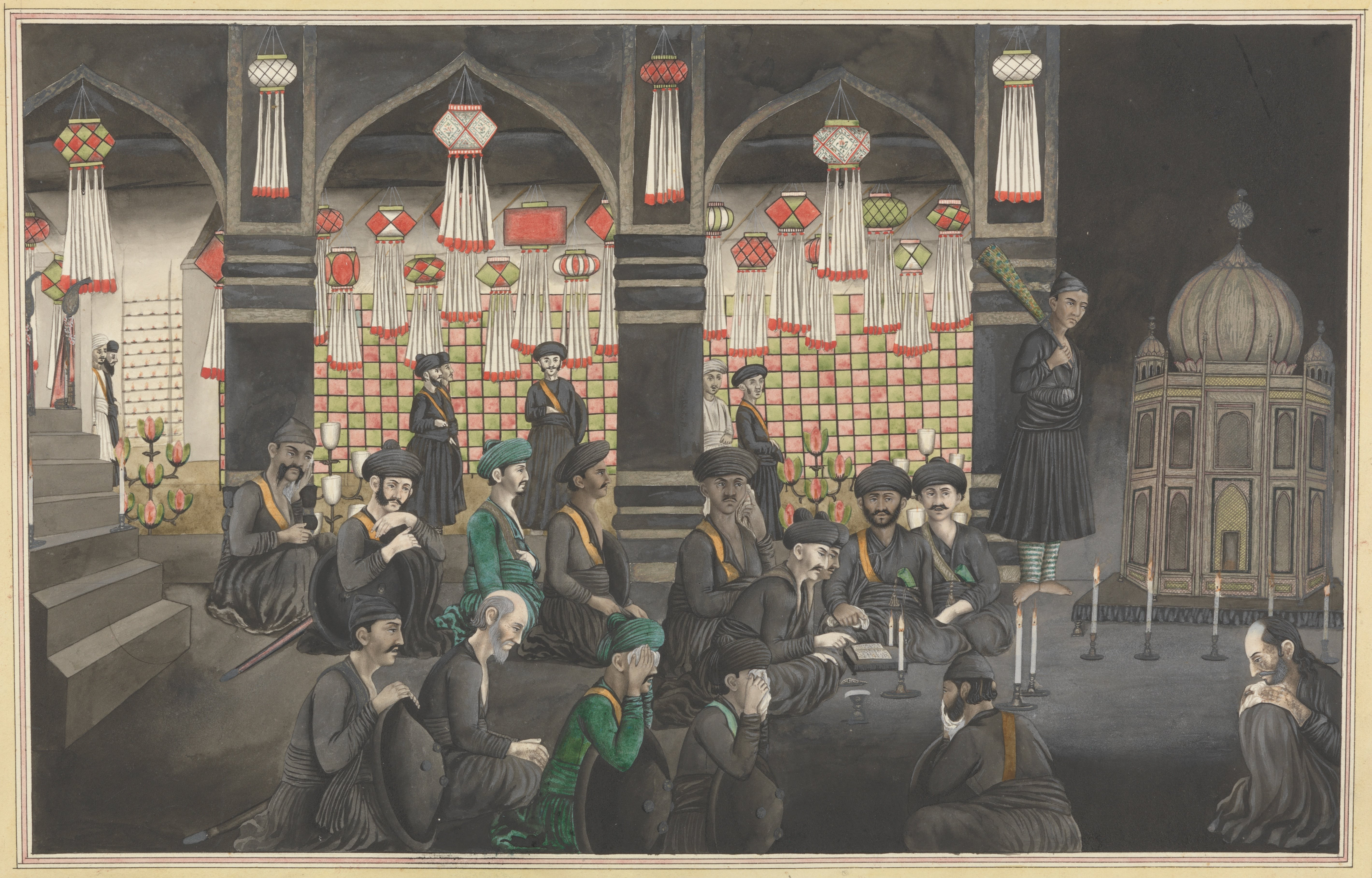
Muçulmanos xiitas em luto diante de Ta'ziya. Lucknow, Índia, c. 1800. Biblioteca Chester Beatty em 69.18

Taʿziya significa particularmente a própria peça de mistério. O momento de sua apresentação é o primeiro terço do mês de Muharram, especialmente o 10º Rōz-i Ḳatl, o dia do assassinato de Husain e do festival Ashura. Os usos locais na Pérsia e nas regiões de S̲h̲īʿī da Mesopotâmia e da Índia são muito variados. 
Por fim, taʿziya significa a apresentação real da própria peça da paixão. O palco é erguido em locais públicos, em caravanserais, até mesmo em mesquitas e em imām-bāṛā especialmente erguidos para o festival. As principais propriedades necessárias para o palco são um grande tābūt, receptáculos na frente para segurar luzes, também o arco, a lança, a lança e a bandeira de Husain. Os participantes, além dos tocadores, são o rawẓa-k̲h̲wān, o poeta, lit. aquele que pronuncia o elogio fúnebre para os mortos. Ele fala a introdução e com gestos indicativos de lamentação canta um k̲h̲uṭba [q. v.] com muitos hadiths em uma voz de lamentação cercada por um coro de meninos chamados pes̲h̲-k̲h̲wān, lit. locutores, enquanto os nūwa-ḥannāna, vestidos como mulheres de luto, proferem as lamentações das mulheres e mães. Os espectadores são separados de acordo com os sexos. Eles recebem muhr, bolos de terra de Kerbelāʾ embebidos em almíscar, nos quais pressionam suas testas em tristeza abjeta. Enquanto no palco a fome e particularmente a sede dos mártires são expressas de forma mais realista, água e outros refrescos são fornecidos aos espectadores. A provisão gratuita de todo o espetáculo e tudo relacionado a ele, incluindo o pagamento do poeta, não é apenas uma obrigação para os ricos, mas um trabalho piedoso e meritório "pois ele constrói para si o palácio no Paraíso" quando constrói o palco. 
Os motivos e, em grande medida, as palavras são os mesmos no grande número de tais peças que são frequentemente retocadas e expandidas pelos poetas. As mais comuns são persas, mas também existem em árabe e turco.  As cenas escritas principalmente no hazad̲j̲-meter surgiram de várias fontes, mas o material e as palavras são frequentemente antigos: versos do Alcorão, interpretados do ponto de vista xiita, e particularmente tradições antigas com viés xiita, que são revestidas de uma forma calculada para impressionar muito os ouvintes; frases dos k̲h̲uṭbas são encontradas já em Tabari. Sermões inteiros, maldições e orações já são encontrados na literatura xiita mais antiga, em Ibn Bābūya, Kulainī, S̲h̲aik̲h̲ Ṭūsī, especialmente nos capítulos Ziyārāt (visitas a túmulos) nos livros sobre peregrinação e imamato e também nas obras maḳātil. Também são encontrados muitos hinos, enquanto, por outro lado, canções de lamentação ainda são escritas nos tempos modernos. 
A peça da paixão ta‘zia nasceu em meados do século XVIII. No início, a peça da paixão nada mais era do que uma pequena peça integrada à procissão e encenada nas esquinas das ruas. Logo, no entanto, ele foi separado do desfile e se tornou um evento independente realizado ao ar livre — em pátios, casas particulares e edifícios especiais chamados takia ou ḥosayniya. Na segunda metade do século XIX, esses edifícios eram as principais atrações das cidades iranianas. Viajantes europeus da época relatam que essas estruturas estavam sendo erguidas em todos os bairros. Takia e ḥosayniya foram construídas principalmente pelos ricos como um ato piedoso e um serviço público. Alguns edifícios podiam acomodar milhares de espectadores, mas a maioria acomodava apenas algumas centenas. Muitos eram estruturas temporárias construídas especialmente para as observâncias de Muharram.  O teatro takia mais famoso foi o Takia Dowlat, o Teatro Real em Teerã, construído na década de 1870 por Nāṣer-al-Din Shah (r. 1848-9). De acordo com muitos visitantes europeus, seu esplendor deslumbrante e intensidade de ação dramática ofuscaram até mesmo as casas de ópera nas capitais ocidentais. 
Há uma divisão clara entre os protagonistas e antagonistas na ta‘zia. Os protagonistas cantam suas partes enquanto os antagonistas recitam as suas. Uma acentuação adicional dessa divisão é dada pela cor de seus trajes. A família do Profeta usa verde para simbolizar o Jardim do Paraíso, enquanto seus oponentes estão vestidos de vermelho, que representa sangue, sofrimento e crueldade. Tanto o modo de apresentação quanto as variações da cor do traje são estendidos ainda mais aos personagens bons e maus nas peças não-Karbala. 
No início do século XXI, há um novo interesse na técnica de execução de ta‘zia no Ocidente. Ta‘zia foi apresentada em festivais de arte em Avignon e Paris na França, Parma e Roma na Itália e na cidade de Nova York. A França foi o primeiro país não muçulmano em que ta‘zia foi apresentada no Festival de Artes de Avignon de 1991.  A coleção mais importante de traduções de ta‘zia é a de Sir Lewis Pelly (1825-92). Este acadêmico e diplomata britânico passou onze anos (1862-73) no sul da Pérsia, traduziu 37 peças de ta‘zia para o inglês vitoriano ornamentado e as publicou em dois volumes em 1879 em Londres sob o título The Miracle Play of Hasan and Husayn (Pelly). Alguns textos individuais de ta‘zia pertencentes a várias coleções, não mencionados aqui, foram editados e publicados criticamente, e outros foram traduzidos e publicados em línguas estrangeiras. 

## Olhares de Huceine

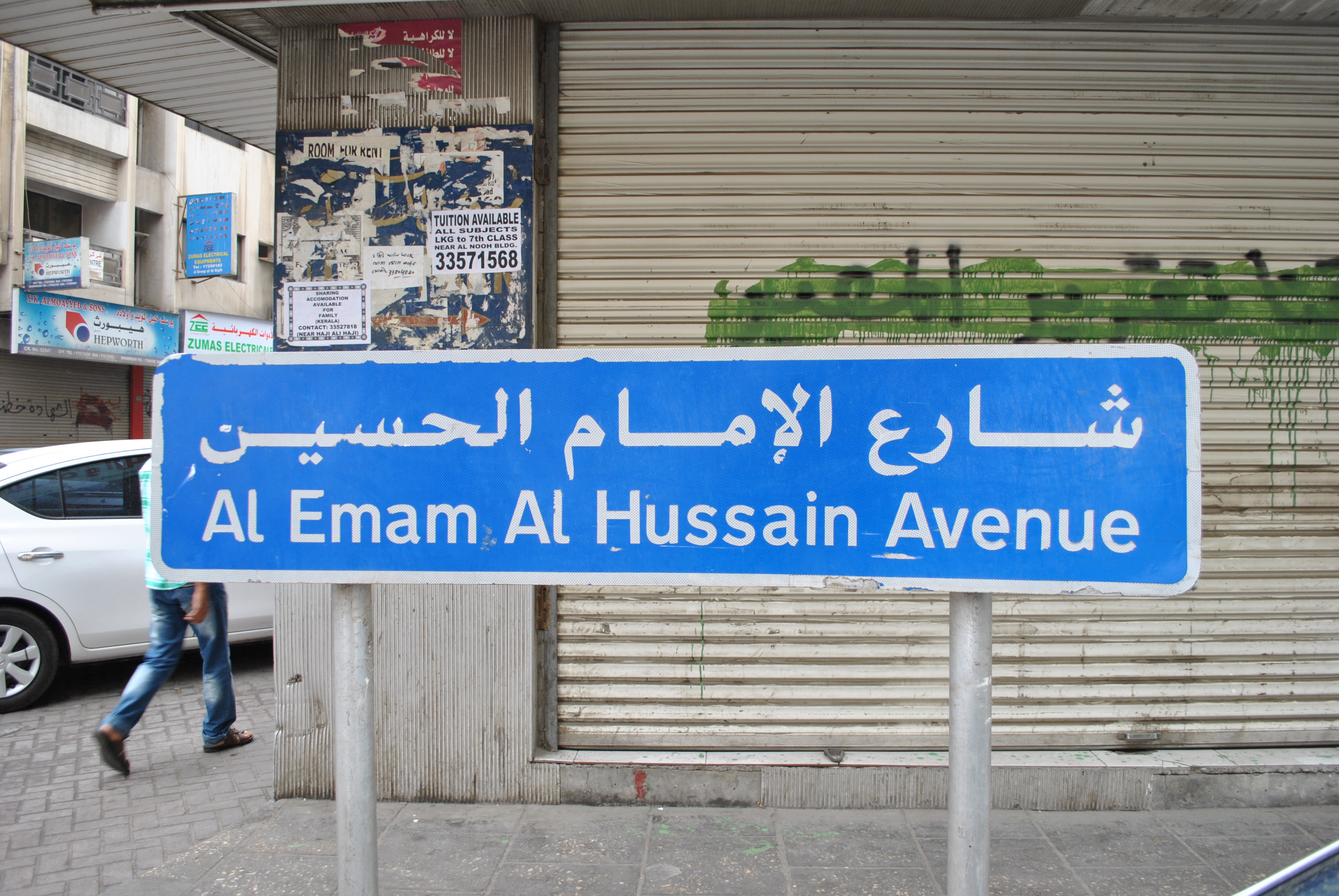
Avenina imame Huceine, em Manama no Barém

O efeito dos eventos em Carbala os muçulmanos tem sido profunda e está além da paixão do xiismo. Embora a intenção dos principais jogadores no ato muitas vezes tem sido debatida, é claro que Huceine não pode ser visto simplesmente como um rebelde arriscando vidas de sua família para a sua ambição pessoal. Ele manteve seu juramento de fidelidade à Moáuia I, apesar de sua desaprovação de sua conduta. Ele não jurou lealdade a Iázide, que havia sido escolhido como sucessor por Moáuia em violação de seu tratado com Haçane ibne Ali. No entanto, ele também não procuram ativamente martírio e se ofereceu para deixar o Iraque, uma vez que ficou claro que ele não tinha mais qualquer apoio em Cufa. Sua determinação inicial para acompanhar o convite dos xiitas cufanos apesar das várias advertências que recebeu retrata uma convicção religiosa de uma missão que o deixou sem escolha, qualquer que seja o resultado.
A personalidade do Imam Husayn e sua insurreição e martírio em Karbala são muito respeitados e valorizados entre um grande número de pessoas dentro da comunidade sunita e, além disso, entre todos aqueles que anseiam por justiça e liberdade da opressão de todas as nações e religiões ao redor do mundo.  Muitos livros foram escritos sobre o Imam. Alguns escritores e acadêmicos sunitas e não muçulmanos escreveram livros volumosos sobre ele. Desde a época do martírio do Imam Huceine até hoje, centenas de poetas escreveram elegias e réquiems em muitas línguas sobre a grandeza do caráter do Imam e sobre os eventos de partir o coração que ocorreram em Karbala naquele fatídico Dia de Ashura (no dia 10 do mês de Moharram do ano 61 AH/10 de outubro de 680 DC) quando o Imam Huceine e sua família e companheiros foram massacrados pelas forças da dinastia Omayyad. Um grande número desses poetas são da comunidade sunita. Entre esses poetas, os nomes de grandes poetas também podem ser vistos. A seguir está uma seleção de algumas coisas que os Associados do Profeta, a geração dos Seguidores, e a erudição sunita disseram sobre o Imam Huceine. 
1. Um dia, ‘Amr b. al-As (m. 43 AH), o vizir de Muawiya viu o Imam Husayn se aproximando. Ele apontou para ele e disse: "Este homem é o habitante mais amado da terra para aqueles que estão nos Céus." Esta mesma declaração também foi narrada por Abdollah b. ‘Amr b. al-As (m. 65 AH); bem como por Abdollah b. Omar (m. 73 AH), o filho do segundo califa. 
2. Abu-Horeyra (m. 59 AH), um Associado do Profeta, dirigindo-se ao Imam Huceine disse: "Se as pessoas soubessem o que eu sei sobre você, elas o carregariam em seus ombros." 
3. Um dia, Jaber b. Abdollah al-Ansari (m. 59 AH), o grande Associado do Profeta viu o Imam Huceine entrando na mesquita. Ele apontou para ele e disse: "Qualquer um que deseje contemplar o Mestre da Juventude do Céu, que olhe para este homem." 
4. O grande biógrafo, prosopógrafo e historiador Shamsuddin adh-Dhahabi (m. 748 AH) diz o seguinte sobre o Imam Huceine "Huceine foi um mártir, um líder que era nobre e que havia atingido a perfeição, o neto e amado do Profeta e sua flor perfumada neste mundo." 
5. Allame Eben Sabbagh al-Makki (m. 855 AH), o líder do rito religioso-legal Maleki (madhhab) de sua era, diz o seguinte sobre o Imam Huceine: “O lugar de al-Huceine nesta nobre família está em suas alturas mais elevadas, alturas onde [mesmo] as estrelas dos céus não ousam pisar. Ele atingiu [uma compreensão dos] ensinamentos mais exigentes com a pureza de sua alma, após o que realidades [excepcionais] foram reveladas a ele. A fama de suas virtudes alcançou todos os lugares e os ouvidos de amigos e inimigos. Quando os troféus mais exigentes de grandeza e glória estavam sendo divididos, ele atingiu as terras férteis da glória. As virtudes são reunidas na pessoa de [Imam] Huceine e seu irmão, entre os quais não há uma única diferença. E por que, ora, não deveria ser esse o caso quando aqueles dois eram filhos de [Imam] Ali e Fatema e são netos de alguém que é o Senhor dos Mensageiros e o Selo da Profecia? Huceine é uma pessoa que afiou a espada e a lança e foi para a batalha com guerreiros maliciosos.” 
6. Omar Farrukh, o escritor e tradutor libanês contemporâneo, diz: “Hoje, nós, muçulmanos (em todas as nossas terras), precisamos de um Huceine para nos guiar no caminho certo e nos ensinar como defender a justiça... Quem mais além de Huceine pode ser apontado (que ainda está vivo) em nosso próprio tempo que é dotado de uma solidez de caráter moral tal que se levanta e lidera uma insurreição para estabelecer a justiça e extinguir o reinado de ideologias profanas?” 
7. O autor contemporâneo Ali b. Muhammad b. Abdollah al-Fekri diz sobre o Imam Huceine que “ele foi o melhor homem de sua era, um igual a quem era desconhecido no leste ou no oeste do mundo.” 
8. Em um comentário sobre o livro Huceine, filho de Ali, um desdobramento do Profeta, Dr. Muhammad b. Fathollah al-Badran afirma: “O Mestre puro, o Imam Abu Abdollah al-Huceine era filho da filha do Profeta e sua flor perfumada e filho do Comandante dos Fiéis, Ali; como tal, ele era um protegido da Casa da Profecia e era dotado da linhagem mais nobre e do espírito mais aperfeiçoado. As mais excelentes virtudes e conduta adequada estavam reunidas em sua pessoa, virtudes como a grandeza da vontade espiritual (hemmat), o auge da coragem, o mais alto grau de munificência, domínio dos mistérios das ciências, eloquência da fala, resistência à injustiça, ordenação da prática do que é certo e proibição da prática do que é errado, humildade honrosa, solidez de caráter, tolerância, modéstia, cavalheirismo espiritual e piedade. Ele tinha uma disposição saudável e inata (fetrat), uma mente bonita e uma constituição forte. Além de todas essas virtudes, devemos adicionar uma superfluidade de devoções rituais e orações, e boas ações como o jejum, fazer peregrinações maiores e menores à Caaba, jehad pela causa de Deus e beneficência.” 

### Na cultura
O historiador Edward Gibbon foi tocado por Huceine, descrevendo os eventos em Carbala como "uma tragédia". De acordo com o historiador Syed Akbar Hyder, Mahatma Gandhi atribuiu o progresso histórico do Islã, para os "sacrifícios de santos muçulmanos como Huceine" ao invés da força militar.
A narração tradicional "Todo dia é Ashura e toda terra é Carbala!" é utilizado pelos xiitas como um mantra para viver suas vidas como Huceine fez no Ashura, ou seja, com o sacrifício completo para Deus e para os outros. O ditado também se destina a significar que o que aconteceu no Ashura em Carbala deve ser sempre lembrado como parte do sofrimento em todos os lugares.

## Virtudes e Milagres
Um grande número de narrações sobre as virtudes e milagres daquele Imam, desde antes de seu nascimento até seu martírio, foram expressas, as quais foram refletidas em várias fontes. A primeira parte dessas narrações está relacionada ao nascimento do Imam Hussain e antes disso, e frequentemente à descida de Gabriel ao Profeta para parabenizar ou dar boas novas ao filho que será martirizado por sua nação; Ou trazer um pouco de solo de Karbala para o Profeta descrever o lugar onde uma criança será martirizada; E o descontentamento dos anjos diante do Senhor pelo martírio oprimido desta criança; Uma explicação surpreendente da posição e status de Hussein e alguns anjos como Rafael, que, é claro, em algumas tradições, também são portadores de notícias do martírio do Imam; Expressando a conexão e as semelhanças entre o martírio de Husayn bin Ali e Yahya bin Zakaria, bem como um hadith baseado no mesmo lugar dos assassinos de Yahya bin Zakaria e Husayn bin Ali no fogo do inferno; Um tópico que causou algumas composições séculos depois. Existem muitas dessas tradições que ligam o Imam Hussain aos profetas anteriores, um exemplo disso é uma tradição baseada no fato de que a primeira pessoa que amaldiçoou o assassino do Imam foi o Profeta Ibrahim, e depois disso, Moisés, Davi e Jesus fizeram o mesmo.  A segunda categoria de milagres mencionados para Hossein é a cura da asa quebrada de um anjo chamado Rafael com o toque de Hossein no início de seu nascimento; E também, o tratamento de algumas doenças sem remédios e com milagres. O terceiro grupo de narrações está relacionado a eventos após o martírio de Hussein, como o céu ficando sangrento no Dia de Ashura, a chuva de cinzas e sangue e o eclipse do sol; A morada de todas as criaturas na terra, mar, céu, anjos e gênios; E sangue fluindo de baixo de cada pedra. 
De acordo com Veccia Vaglieri, uma primeira distinção pode ser feita entre aquelas crenças nas quais o elemento da cosmogonia predomina e uma parte importante é desempenhada pela "luz", aquelas que têm um caráter escatológico e, finalmente, aquelas (as mais numerosas) nas quais Hussein continua sendo a personalidade histórica conhecida por nós, mas dotada de um halo de maravilhas que o elevam acima da raça humana comum. No primeiro grupo, Hussein tem em geral uma função ligada à dos outros membros do ahl al-Bayt e completamente igual à de seu irmão Hasan. Para um estudo detalhado dessas crenças, decorrentes da influência de sistemas metafísicos de uma data muito anterior ao Islã e elaborados pelos extremistas S̲h̲īʿīs (g̲h̲ulāt). Damos aqui um exemplo: 7.000 anos antes da criação do mundo, Muhammad, Ali, Fátima, Hasan e Husain, figuras (as̲h̲bāḥ) de luz, louvaram e glorificaram o Senhor diante de Seu trono. Quando Deus desejou criar suas formas (ṣuwar), Ele as forjou como uma coluna (ʿamūd) de luz, então as jogou nos lombos de Adão e as fez passar dali para os lombos e os ventres de seus antepassados. Eles não são contaminados pelo politeísmo ou heterodoxia. 
Muitas histórias cresceram sobre os milagres realizados pelo sangue de Hoseyn e sua cabeça decepada e "falante", incluindo a conversão de um monge, que é a razão pela qual um embaixador bizantino é incluído entre o elenco na corte de Yazid na taʿzia, ou peça da paixão. As histórias de Hoseyn e seus símbolos relacionados podem ter sido influenciados por temas pré-islâmicos persas, como o assassinato de Šiāvoš e sua vingança. Isso inclui a tulipa (lāla) representando o sangue e o sofrimento dos mártires, e o papel proeminente atribuído ao cavalo do herói; além disso, em contraste com Hoseyn, que tem uma natureza celestial, seus assassinos são demonizados e transformados em animais, e acredita-se que a vingança apocalíptica também afligirá seus descendentes. No entanto, os aspectos devocionais mais importantes do culto de Ḥosayn estão conectados com o sofrimento redentor e a intercessão, enfatizando os méritos de lamentar, chorar, arrepender-se, sofrer e lutar por vingança. O público tende a achar particularmente comoventes as anedotas sobre o nascimento de Ḥosayn (um bebê prematuro de seis meses, como Jesus), seu destino trágico repetidamente previsto junto com o de seu irmão mais velho Hasan, e todos os milagres conectados com sua morte e suas consequências. 

## Posição científica e narrativa
Em relação às dimensões da personalidade científica do Imam Hossein, ele deve ser mencionado como o transmissor do Imamato e da tutela; O que, ele, com o entendimento do profeta, Ali bin Abi Talib e Fatimah, é a manifestação objetiva da explicação da cadeia de sucessão na promoção do conhecimento Alevi. Neste caso, com uma perspectiva histórica, a personalidade deste imã deve ser considerada como um dos companheiros do Profeta e o Comandante dos Fiéis, e o narrador de sua amada mãe. Nas fontes sunitas, este tópico tem sido frequentemente tratado à maneira dos Companheiros de Hadith, e no estilo dos estudiosos de Hadith, com a divisão tradicional de professores e alunos, o Imam Hussain foi introduzido na categoria de narradores. 
Os aprendizados do Imam Hossein de seu pai e avô foram amplamente expressos em vários tópicos, especialmente em fontes xiitas. A cadeia de narrações dos discípulos daquele Profeta, e a transmissão do conhecimento Alevi na forma do significado de tutela e imamato do Profeta Adão para o último Profeta e então para o prometido Mahdi, foram consideradas nessas fontes. De outra forma, há muitas fontes sunitas que usaram suas narrações em suas obras simplesmente por causa da presença do nome do Imam Hussein nas cadeias narrativas; Em particular, muitos dos hadiths e conceitos mencionados na vida profética foram transmitidos pelo Imam Ali por Hasan e Hossein. 
A crença popular entre os xiitas é que os imãs não aprendem com ninguém, exceto os inocentes, mas nas fontes dos sunitas, é dito que o Imam Hussain ouviu o hadith do segundo califa Omar e outro grupo de companheiros, e também é dito que o Imam Ali, Abu Abd al-Rahman Salmi, o famoso recitador de Kufa o escolheu como seu professor e seu irmão Imam Hassan. 
A posição especial do Imam Hussain durante a vida do Profeta como bisneto e companheiro daquela pessoa nobre, bem como o Imamato dos xiitas, fez com que muitas tradições fossem vinculadas a esse Imam. Tanto as narrações do Imam Hussain do Profeta quanto os próprios ensinamentos de Ali e Imam. Independentemente da transferência de conhecimento na família do imam, sem dúvida seus amigos e companheiros, como público regular e narradores, desempenharam um papel essencial na transferência dessa grande herança. Há uma lista de nomes de algumas pessoas como narradores e companheiros desse imam nas fontes de Rajali e outras fontes. Independentemente do aspecto da crença xiita, apenas na forma de um ponto de vista de hadith, deve-se dizer que as fontes sunitas são dos filhos do Imam Hussain, a saber, Imam Sajjad, Fatima e Sakina, o sobrinho do Imam Zayd bin Hassan, bem como Ikrama, Obaid bin Hanin, Farzadaq, Amer Shaabi, Shoaib. Ibn Khalid e Talha Aghili são mencionados como seus narradores. Entre essas pessoas, Ali bin Hussain e seu filho, Muhammad bin Ali, têm a maioria das narrações do Imam. Como uma das coisas mais importantes que podem ser apreciadas sobre o relacionamento científico do Imam com seus companheiros e outros, é a ênfase no valor do conhecimento, que pode ser vista em algumas das palavras do Imam. 
De acordo com al-Qurashi, sua reunião era a reunião de conhecimento e dignidade e para as pessoas de conhecimento entre os companheiros era um adorno, para quem ensinava maneiras e sabedoria e obtinha disso e nele o Imam narrava de seu avô, que eles costumavam anotar. Os historiadores dizem que as pessoas se reuniam ao redor dele como pássaros pousando em sua cabeça e costumavam ouvir do Imam o vasto conhecimento e as tradições corretas. As reuniões do Imam costumavam ser realizadas na mesquita de seu avô, o Mensageiro de Allah e ele tinha um círculo particular de companheiros. Uma pessoa de Quraish perguntou a Muawiya onde ele poderia encontrar Husayn. Ele respondeu: “Quando você entra na mesquita do Mensageiro de Allah, você vê uma reunião de pessoas reunidas ao redor dele como pássaros. Essa é a reunião de Abu Abdallah.” 
Alaili diz: “‘sua reunião era o local de chegada dos corações e o local da descida dos anjos e quem costumava sentar em sua reunião costumava sentir que, embora ele (o Imam) fosse como um humano, ele era de algum outro mundo e essa visão costumava aumentar a admiração nele. Mais como se ele estivesse sentado em uma reunião onde os anjos estavam indo e vindo’. 
A personalidade do Imam, seu status elevado e sua espiritualidade costumavam atrair as pessoas, e suas mentes costumavam ser atraídas por sua personalidade. Elas costumavam se apressar em direção a suas reuniões e ouvir seus discursos, embora ele falasse com a máxima humildade e simplicidade. 

## obras
Por muito tempo, os escritores prestaram atenção especial às obras deixadas pelo Imam Hussain e extraíram os sermões, frases curtas, súplicas, poemas e ditos do Imam, que são encontrados em todos os lugares em fontes islâmicas de xiitas e sunitas. 
Deve ser mencionado que há narrações dispersas do Imam Hussein em fontes xiitas e sunitas, que podem ser divididas em diferentes partes. De acordo com sua posição de Imamato, dois períodos da vida do Imam podem ser considerados antes e depois do Imamato. Na primeira parte, ou seja, na sombra da presença do Profeta, seus pais, Ali e Fátima, bem como ao lado de seu irmão, Imam Hassan, há pelo menos dois tipos de palavras do Imam Hussain: primeiro, o que ele narrou desta família e, segundo, as próprias palavras do Imam que deixaram nas fontes.  O Imam Hussain pode ser considerado o narrador de alguns dos eventos da época do Profeta, o modo de vida do Profeta, as palavras e alguns dos mandamentos do Profeta. Além disso, a narração de seu pai também tem exemplos em algumas fontes, em algumas das quais, o Imam Ali é o narrador e transmissor do conhecimento profético para seu filho. Muitas obras e coleções de hadith citaram essas narrações. Como esperado, o mero uso de narrações das narrações daquele Profeta pode ser encontrado principalmente nas fontes de Ahl al-Sunnah. Nesta coleção de coleções de hadith, além dos Musanids dos Companheiros do Profeta, uma seção também é dedicada ao "Musnad" de Husayn Ibn Ali, no qual alguns hadiths estão incluídos. O musnad de Bazzar do Imam com 4 hadiths e o musnad de Tabrani com 27 hadiths são dados na ordem dos companheiros. No "Musnad" coletado pelo Imam, além de algumas de suas palavras e ensinamentos, há também hadiths do Profeta e do Imam Ali. Além das narrações da família, há também narrações nas quais há palavras do próprio Profeta. Além disso, muitas narrações do Imam como um transmissor de conhecimento profético podem ser encontradas nas fontes xiitas avançadas. No século passado, Azizullah Attardi compilou o Musnad do Imam al-Shaheed Abi Abdullah al-Hussein bin Ali. 

#### Discursos e cartas do Imam
Algumas fontes se referem aos discursos e discursos do Imam no período antes de chegar ao Imamate, e às vezes alguns desses discursos são muito famosos. O sermão do Imam Hussain após jurar lealdade ao Imam Ali e seu sermão na Batalha de Safin são exemplos de seus discursos antes de chegar ao Imamate. A esta coleção, podemos adicionar o poema que ele escreveu em luto por seu irmão após seu enterro. 
Embora o período do Imamate de Hossein cubra um curto período de sua vida (cerca de 10 anos), seus sermões, cartas e discursos têm mais em comparação com outros, o que é claro que é compreensível; O que, por um lado, o Imamate e, por outro lado, os eventos que levaram ao incidente de Karbala e seu martírio, inevitavelmente provam essa diferença.  Por um lado, a correspondência daquele Imam com seus seguidores e, por outro lado, com Muawiya sobre a continuação do tratado de paz e sua não violação no início de seu Imamato são mencionadas nas fontes; Embora a correspondência do Imam com Muawiya não se limitasse a esta questão e muitas de suas refutações sobre as ações de Muawiya, especialmente em relação a seu filho, Yazid, sejam muito exemplares. Apesar do conselho do Imam a Muawiya, a questão da sucessão e lealdade de Yazid a ele aconteceu, portanto, a presença decisiva de Husayn bin Ali diante dele pode ser vista nas fontes na forma de exortações e na forma de sermões e cartas. Entre essas obras deixadas pelo Imam, seus discursos, sermões e cartas no período inicial do governo de Yazid também podem ser adicionados a esta coleção. 
Além do que foi mencionado e dos sermões gerais que contêm os conceitos de ordenar o bem e proibir o mal, uma parte importante das correspondências e sermões está relacionada ao período de ascensão do Imam; Entre elas estão cartas e declarações que foram discutidas em detalhes nas fontes. Nesta fase, parece que a correspondência e as palavras do Imam com os Kufan, Basrians e companheiros como Muslim estão entre suas obras mais importantes. Nas fontes, as declarações e sermões do Imam são mencionados, que incluem questões relacionadas ao limite de tempo de mudança para Karbala até a época do martírio do Imam. 
Hussain bin Ali deixou muitas opiniões e palavras no campo da jurisprudência, interpretação, opiniões, decisões e sermões, orações e advertências e poemas. Esses tipos de ditados, que estão espalhados em fontes xiitas e sunitas, foram coletados por algumas pessoas e publicados na forma de coleções. Um dos exemplos mais antigos desse estilo deve ser mencionado no livro Al-Antaq Fi Jum al-Marathi e Al-Khattab de Fakhr al-Din Tarihi (século XI). Esse tipo de compilação encontrou uma expressão crescente, especialmente na era atual, e obras como a enciclopédia das palavras do Imam al-Hussein (edição de Beirute, 1416 AH) e o sermão do Imam al-Hussein no caminho do martírio de Labib Bayzoun contêm as palavras do Imam de Medina a Karbala. Entre outros autores e seus escritos, podemos mencionar: Muhammad Abd al-Rahim, que coletou os poemas do Imam em Diwan al-Hussein bin Ali; E Hassan Abbas Nasrallah incluiu poemas atribuídos a Hussein em uma parte de sua obra. Abdul Karim Qazwini coletou as cartas do Imam, Mohammad Sadiq Najmi compilou seus sermões com o título de sermões do Imam al-Hussein, prestando atenção ao intervalo de tempo do movimento do Imam de Medina para Karbala, e Mustafa Al-Etemad também preparou a coleção da retórica de Al-Hussein. Em uma visão geral dessas obras, que coletaram os ditos e narrações do Imam usando fontes antigas, deve-se dizer que, embora esta coleção de narrações não tenha um volume relativamente alto, ela contém muitos dos ensinamentos daquele Imam e o conteúdo do conhecimento da Ahl al-Bayt. Há também algumas orações deixadas por Husayn bin Ali, que foram publicadas na forma de coleções intituladas Al-Sahifah Al-Husseiniyyah ou Súplicas do Imam Hussein. 

#### Dua 'Arafah
Entre as mais conhecidas dessas orações, a maioria das quais está registrada no livro de orações xiita padrão, Mafatih al-jinan (As Chaves para os Jardins do Paraíso), está a Oração do Dia de `Arafa" pelo terceiro Imam, Husayn b. `Ali. De acordo com William C. Chittick, esta oração, famosa por sua grande beleza e natureza espiritual, é lida e cantada por xiitas piedosos todos os anos no dia de `Arafa durante o Hajj - quando a oração foi inicialmente recitada pelo Imam - bem como em outras épocas ao longo do ano. Ela também desempenha um papel particularmente importante na gnose xiita, e os grandes como Mulla Sadra (m. 1050/1640), frequentemente se referem a ela em suas obras. 

## Citações
1. Ele disse: “A tolerância é um ornamento, ter lealdade, tolerância, bom comportamento, generosidade e mais desejo é falta de vergonha, precedência, tolice, é uma fraqueza; extremismo (ghuluw), cair em dúvida e cultivar companhia de pessoas degradadas são travessuras e companhia de pecadores cria dúvidas, e companhia de pessoas degradadas é um mal, e sentar-se com transgressores cria dúvidas” 
2. Ele disse: “A veracidade é uma honra, a falsidade uma fraqueza. Segredo é uma confiança. Vizinhança, relacionamentos, ajuda é caridade e trabalho, experiência, boas maneiras, adoração, silêncio são ornamentos. Avareza é pobreza; generosidade é riqueza e tolerância é inteligência” 
3. Ele disse: “Ó povo! Aquele que dá, ganha felicidade e aquele que é avarento se torna degradado e o mais generoso é aquele que dá a alguém que não espera isso dele.” 
4. Ele disse: “Aquele que é generoso ganha felicidade e aquele que é avarento se torna degradado. Aquele que se apressa em ajudar seu irmão, quando chegar a hora de amanhã, ele receberá.” 
5. Ele disse: “Na verdade, as necessidades das pessoas colocadas em sua direção são dádivas de Deus para você, então não fique chateado com essas dádivas, caso contrário elas se transformarão em calamidades” 
6. O Imam viu um homem que foi convidado para jantar, mas ele não aceitou o convite. Ele disse a ele: “Levante-se, pois não há desculpa no convite e se você não estiver jejuando, coma e se estiver jejuando diga: Que Allah dê mais” 
7. Ele disse: “Um necessitado apostou sua honra ao pedir, então Você mantém Sua honra não o rejeitando de mãos vazias.” 
8. Ele costumava repetir os seguintes dísticos que falam de bom comportamento e convidam à falta de dificuldades na busca pelo mundo. Alguns narradores dizem que são composições dele mesmo. “Se as ações do dia são julgadas para o homem, sua moral e comportamento são os mais elevados. E se o sustento é restrito, fazer menos esforço é melhor para ele. E se no mundo o custo de qualquer coisa é calculado, a recompensa de Allah é a maior.” Se o sustento é destinado, a beleza está em trabalhar menos para isso. E se os corpos foram criados para a morte, ser morto no caminho de Allah é o maior. E se a riqueza é obtida para ser mantida e perdida, então por que as pessoas adotam a avareza em gastar o que ele deixa?” Esses dísticos foram recitados pelo Imam sobre o martírio no caminho de Allah, assim como seu temperamento gentil e generosidade mostram. 
9. Ele disse: “Não assuma uma responsabilidade da qual você não é capaz. Não vá atrás de algo que não vai chegar às suas mãos. E não prometa aquilo de que você não é capaz. E não gaste exceto na proporção do que você ganha. E não espere recompensa, mas na medida do que você fez. E não permaneça feliz, mas na medida da obediência divina que você observou. E não obtenha informações exceto na medida do que for apropriado para você’” 
10. Ele disse a Ibn Abbas, “Não fale sobre o que não está relacionado a você. Como tenho medo do pecado em você e não fale sobre o que não está relacionado a você para que você seja chamado a testemunhar por isso mais tarde. Muitos são os oradores que falam a verdade, mas se tornam alvos de críticas. E você também não deve discutir com pessoas tolerantes nem com tolos; pois o tolerante mudaria você e o tolo lhe causará dor. E sempre que um irmão crente passar diante de você, não diga nada sobre ele, exceto o que ele disser sobre você, quando você passar diante dele. E aja como alguém que sabe que ações pecaminosas serão punidas e boas ações serão recompensadas’”.
11. Ele disse, “O estudo do conhecimento é o resultado do reconhecimento divino e mais experiência aumenta o intelecto e a nobreza, a piedade, o contentamento e o conforto são corpos e aquele que o considera um amigo o restringe e quem é inimigo de você, o engana.” 